# 2012 NBA Playoffs
2012 NBA Playoffs – pozasezonowe rozgrywki ligi NBA 2012. Rozgrywki rozpoczęły się 28 kwietnia, a zakończyły 21 czerwca. Mistrzem po raz drugi w swojej historii została drużyna Miami Heat, która w finałowej serii pokonała ekipę Oklahoma City Thunder 4-1. MVP finałów został LeBron James.
Obrońcą tytułu mistrzowskiego była drużyna Dallas Mavericks, która w pierwszej rundzie została pokonana przez Oklahoma City Thunder.
Philadelphia 76ers jest piątym zespołem w historii, który w pierwszej rundzie wyeliminował najwyżej rozstawioną drużynę w konferencji, wygrywając w serii z Chicago Bulls 4-2.
Są to pierwsze rozgrywki Play-off, w których miasto Los Angeles posiada dwie drużyny w półfinale konferencji. Ostatni raz kiedy Los Angeles Lakers i Los Angeles Clippers brali udział w półfinałach konferencji miało miejsce w play-off 1974, kiedy Clippers występowali pod nazwą Buffalo Braves.
San Antonio Spurs stali się czwartym zespołem w historii NBA i pierwszym w Konferencji Zachodniej, którzy po dwóch pierwszych rundach mieli bilans spotkań 8-0. Wcześniej dokonali tego Miami Heat w 2005, Cleveland Cavaliers w 2009 i Orlando Magic w 2010 roku.

## Zakwalifikowane drużyny

### Konferencja Wschodnia
| Lp. | Drużyna            | Sezon zasadniczy |
| --- | ------------------ | ---------------- |
| 1   | Chicago Bulls      | 50–16            |
| 2   | Miami Heat         | 46–20            |
| 3   | Indiana Pacers     | 42–24            |
| 4   | Boston Celtics     | 39–27            |
| 5   | Atlanta Hawks      | 40–26            |
| 6   | Orlando Magic      | 37–29            |
| 7   | New York Knicks    | 36–30            |
| 8   | Philadelphia 76ers | 35–31            |

### Konferencja Zachodnia
| Lp. | Drużyna               | Sezon zasadniczy |
| --- | --------------------- | ---------------- |
| 1   | San Antonio Spurs     | 50–16            |
| 2   | Oklahoma City Thunder | 47–19            |
| 3   | Los Angeles Lakers    | 41–25            |
| 4   | Memphis Grizzlies     | 41–25            |
| 5   | Los Angeles Clippers  | 40–26            |
| 6   | Denver Nuggets        | 38–28            |
| 7   | Dallas Mavericks      | 36–30            |
| 8   | Utah Jazz             | 36–30            |

## Drabinka rozgrywek
|  |                          |                          |                          |                       |   |                       |                       |                       |  |  |                    |                    |                    |  |  |           |           |           |
|  | Ćwierćfinały Konferencji | Ćwierćfinały Konferencji | Ćwierćfinały Konferencji |                       |   | Półfinały Konferencji | Półfinały Konferencji | Półfinały Konferencji |  |  | Finały Konferencji | Finały Konferencji | Finały Konferencji |  |  | Finał NBA | Finał NBA | Finał NBA |
|  | Ćwierćfinały Konferencji | Ćwierćfinały Konferencji | Ćwierćfinały Konferencji |                       |   | Półfinały Konferencji | Półfinały Konferencji | Półfinały Konferencji |  |  | Finały Konferencji | Finały Konferencji | Finały Konferencji |  |  | Finał NBA | Finał NBA | Finał NBA |
|  |                          |                          |                          |                       |   |                       |                       |                       |  |  |                    |                    |                    |  |  |           |           |           |
|  |                          |                          |                          |                       |   |                       |                       |                       |  |  |                    |                    |                    |  |  |           |           |           |
|  | 1                        | Chicago Bulls            | 2                        |                       |   |                       |                       |                       |  |  |                    |                    |                    |  |  |           |           |           |
|  | 1                        | Chicago Bulls            | 2                        |                       |   |                       |                       |                       |  |  |                    |                    |                    |  |  |           |           |           |
|  | 8                        | Philadelphia 76ers       | 4                        |                       |   |                       |                       |                       |  |  |                    |                    |                    |  |  |           |           |           |
|  | 8                        | Philadelphia 76ers       | 4                        |                       |   | 8                     | Philadelphia 76ers    | 3                     |  |  |                    |                    |                    |  |  |           |           |           |
|  |                          |                          |                          |                       |   | 8                     | Philadelphia 76ers    | 3                     |  |  |                    |                    |                    |  |  |           |           |           |
|  |                          |                          | 4                        | Boston Celtics        | 4 |                       |                       |                       |  |  |                    |                    |                    |  |  |           |           |           |
|  | 4                        | Boston Celtics           | 4                        | Boston Celtics        | 4 | 4                     |                       |                       |  |  |                    |                    |                    |  |  |           |           |           |
|  | 4                        | Boston Celtics           |                          |                       |   |                       |                       |                       |  |  |                    |                    |                    |  |  |           |           |           |
|  | 5                        | Atlanta Hawks            | 2                        |                       |   |                       |                       |                       |  |  |                    |                    |                    |  |  |           |           |           |
|  | 5                        | Atlanta Hawks            | 2                        |                       |   | 4                     | Boston Celtics        | 3                     |  |  |                    |                    |                    |  |  |           |           |           |
|  |                          |                          |                          |                       |   |                       |                       |                       |  |  |                    |                    |                    |  |  |           |           |           |
|  |                          |                          | 2                        | Miami Heat            | 4 |                       |                       |                       |  |  |                    |                    |                    |  |  |           |           |           |
|  | 3                        | Indiana Pacers           | 2                        | Miami Heat            | 4 | 4                     |                       |                       |  |  |                    |                    |                    |  |  |           |           |           |
|  | 3                        | Indiana Pacers           |                          |                       |   |                       |                       |                       |  |  |                    |                    |                    |  |  |           |           |           |
|  | 6                        | Orlando Magic            | 1                        |                       |   |                       |                       |                       |  |  |                    |                    |                    |  |  |           |           |           |
|  | 6                        | Orlando Magic            | 1                        |                       |   | 3                     | Indiana Pacers        | 2                     |  |  |                    |                    |                    |  |  |           |           |           |
|  |                          |                          |                          |                       |   | 3                     | Indiana Pacers        | 2                     |  |  |                    |                    |                    |  |  |           |           |           |
|  |                          |                          | 2                        | Miami Heat            | 4 |                       |                       |                       |  |  |                    |                    |                    |  |  |           |           |           |
|  | 2                        | Miami Heat               | 2                        | Miami Heat            | 4 | 4                     |                       |                       |  |  |                    |                    |                    |  |  |           |           |           |
|  | 2                        | Miami Heat               |                          |                       |   |                       |                       |                       |  |  |                    |                    |                    |  |  |           |           |           |
|  | 7                        | New York Knicks          | 1                        |                       |   |                       |                       |                       |  |  |                    |                    |                    |  |  |           |           |           |
|  | 7                        | New York Knicks          | 1                        |                       |   | W2                    | Miami Heat            | 4                     |  |  |                    |                    |                    |  |  |           |           |           |
|  |                          |                          |                          |                       |   |                       |                       |                       |  |  |                    |                    |                    |  |  |           |           |           |
|  |                          |                          | Z2                       | Oklahoma City Thunder | 1 |                       |                       |                       |  |  |                    |                    |                    |  |  |           |           |           |
|  | 1                        | San Antonio Spurs        | Z2                       | Oklahoma City Thunder | 1 | 4                     |                       |                       |  |  |                    |                    |                    |  |  |           |           |           |
|  | 1                        | San Antonio Spurs        |                          |                       |   |                       |                       |                       |  |  |                    |                    |                    |  |  |           |           |           |
|  | 8                        | Utah Jazz                | 0                        |                       |   |                       |                       |                       |  |  |                    |                    |                    |  |  |           |           |           |
|  | 8                        | Utah Jazz                | 0                        |                       |   | 1                     | San Antonio Spurs     | 4                     |  |  |                    |                    |                    |  |  |           |           |           |
|  |                          |                          |                          |                       |   | 1                     | San Antonio Spurs     | 4                     |  |  |                    |                    |                    |  |  |           |           |           |
|  |                          |                          | 5                        | Los Angeles Clippers  | 0 |                       |                       |                       |  |  |                    |                    |                    |  |  |           |           |           |
|  | 4                        | Memphis Grizzlies        | 5                        | Los Angeles Clippers  | 0 | 3                     |                       |                       |  |  |                    |                    |                    |  |  |           |           |           |
|  | 4                        | Memphis Grizzlies        |                          |                       |   |                       |                       |                       |  |  |                    |                    |                    |  |  |           |           |           |
|  | 5                        | Los Angeles Clippers     | 4                        |                       |   |                       |                       |                       |  |  |                    |                    |                    |  |  |           |           |           |
|  | 5                        | Los Angeles Clippers     | 4                        |                       |   | 1                     | San Antonio Spurs     | 2                     |  |  |                    |                    |                    |  |  |           |           |           |
|  |                          |                          |                          |                       |   |                       |                       |                       |  |  |                    |                    |                    |  |  |           |           |           |
|  |                          |                          | 2                        | Oklahoma City Thunder | 4 |                       |                       |                       |  |  |                    |                    |                    |  |  |           |           |           |
|  | 3                        | Los Angeles Lakers       | 2                        | Oklahoma City Thunder | 4 | 4                     |                       |                       |  |  |                    |                    |                    |  |  |           |           |           |
|  | 3                        | Los Angeles Lakers       |                          |                       |   |                       |                       |                       |  |  |                    |                    |                    |  |  |           |           |           |
|  | 6                        | Denver Nuggets           | 3                        |                       |   |                       |                       |                       |  |  |                    |                    |                    |  |  |           |           |           |
|  | 6                        | Denver Nuggets           | 3                        |                       |   | 3                     | Los Angeles Lakers    | 1                     |  |  |                    |                    |                    |  |  |           |           |           |
|  |                          |                          |                          |                       |   | 3                     | Los Angeles Lakers    | 1                     |  |  |                    |                    |                    |  |  |           |           |           |
|  |                          |                          | 2                        | Oklahoma City Thunder | 4 |                       |                       |                       |  |  |                    |                    |                    |  |  |           |           |           |
|  | 2                        | Oklahoma City Thunder    | 2                        | Oklahoma City Thunder | 4 | 4                     |                       |                       |  |  |                    |                    |                    |  |  |           |           |           |
|  | 2                        | Oklahoma City Thunder    |                          |                       |   |                       |                       |                       |  |  |                    |                    |                    |  |  |           |           |           |
|  | 7                        | Dallas Mavericks         | 0                        |                       |   |                       |                       |                       |  |  |                    |                    |                    |  |  |           |           |           |
|  | 7                        | Dallas Mavericks         | 0                        |                       |   |                       |                       |                       |  |  |                    |                    |                    |  |  |           |           |           |
|  |                          |                          |                          |                       |   |                       |                       |                       |  |  |                    |                    |                    |  |  |           |           |           |

## Konferencja wschodnia
Strefa czasowa UTC-4:00

### Pierwsza runda

#### (1) Chicago Bulls vs. (8) Philadelphia 76ers
| 28 kwietnia 13:00 | Raport | Philadelphia 76ers 91 – 103 Chicago Bulls                       | Philadelphia 76ers 91 – 103 Chicago Bulls | Philadelphia 76ers 91 – 103 Chicago Bulls                  |  | United Center, Chicago, Illinois Widownia: 21 943 Sędziowie: Derrick Stafford, Jason Phillips, Michael Smith, Leroy Richardson | TNT |
| 28 kwietnia 13:00 | Raport | Rezultaty w kwartach: 24-28, 18-25, 24-26, 25-24                |                                           |                                                            |  | United Center, Chicago, Illinois Widownia: 21 943 Sędziowie: Derrick Stafford, Jason Phillips, Michael Smith, Leroy Richardson | TNT |
| 28 kwietnia 13:00 | Raport | Pkt: Elton Brand 19 Zb: Brand, Holiday 7 As: Turner, Iguodala 5 |                                           | Pkt: Derrick Rose 23 Zb: Joakim Noah 13 As: Derrick Rose 9 |  | United Center, Chicago, Illinois Widownia: 21 943 Sędziowie: Derrick Stafford, Jason Phillips, Michael Smith, Leroy Richardson | TNT |

| 1 maja 20:00 | Raport | Philadelphia 76ers 109 – 92 Chicago Bulls                              | Philadelphia 76ers 109 – 92 Chicago Bulls | Philadelphia 76ers 109 – 92 Chicago Bulls                  |  | United Center, Chicago, Illinois Widownia: 22 067 Sędziowie: Greg Willard, Courtney Kirkland, Rodney Mott | TNT |
| 1 maja 20:00 | Raport | Rezultaty w kwartach: 25-28, 22-27, 36-14, 26-23                       |                                           |                                                            |  | United Center, Chicago, Illinois Widownia: 22 067 Sędziowie: Greg Willard, Courtney Kirkland, Rodney Mott | TNT |
| 1 maja 20:00 | Raport | Pkt: Jrue Holiday 26 Zb: Lavoy Allen 9 As: Holiday, Turner, Williams 6 |                                           | Pkt: Joakim Noah 21 Zb: Joakim Noah 8 As: Noah, Hamilton 5 |  | United Center, Chicago, Illinois Widownia: 22 067 Sędziowie: Greg Willard, Courtney Kirkland, Rodney Mott | TNT |

| 4 maja 20:00 | Raport | Chicago Bulls 74 – 79 Philadelphia 76ers                          | Chicago Bulls 74 – 79 Philadelphia 76ers | Chicago Bulls 74 – 79 Philadelphia 76ers                       |  | Wells Fargo Center, Philadelphia, Pensylwania Widownia: 20 381 Sędziowie: Tony Brothers, Joe Crawford, Eric Lewis | ESPN |
| 4 maja 20:00 | Raport | Rezultaty w kwartach: 20–19, 19–21, 21–11, 14–28                  |                                          |                                                                |  | Wells Fargo Center, Philadelphia, Pensylwania Widownia: 20 381 Sędziowie: Tony Brothers, Joe Crawford, Eric Lewis | ESPN |
| 4 maja 20:00 | Raport | Pkt: Carlos Boozer 18 Zb: Carlos Boozer 10 As: Richard Hamilton 7 |                                          | Pkt: Spencer Hawes 21 Zb: Thaddeus Young 11 As: Jrue Holiday 6 |  | Wells Fargo Center, Philadelphia, Pensylwania Widownia: 20 381 Sędziowie: Tony Brothers, Joe Crawford, Eric Lewis | ESPN |

| 6 maja 13:00 | Raport | Chicago Bulls 82 – 89 Philadelphia 76ers                     | Chicago Bulls 82 – 89 Philadelphia 76ers | Chicago Bulls 82 – 89 Philadelphia 76ers                       |  | Wells Fargo Center, Philadelphia, Pensylwania Widownia: 20 412 Sędziowie: Dan Crawford, Dick Bavetta, Marc Davis | ABC |
| 6 maja 13:00 | Raport | Rezultaty w kwartach: 15–24, 27–20, 21–20, 19–25             |                                          |                                                                |  | Wells Fargo Center, Philadelphia, Pensylwania Widownia: 20 412 Sędziowie: Dan Crawford, Dick Bavetta, Marc Davis | ABC |
| 6 maja 13:00 | Raport | Pkt: Carlos Boozer 23 Zb: Taj Gibson 12 As: Watson, Boozer 4 |                                          | Pkt: Spencer Hawes 22 Zb: Andre Iguodala 12 As: Jrue Holiday 6 |  | Wells Fargo Center, Philadelphia, Pensylwania Widownia: 20 412 Sędziowie: Dan Crawford, Dick Bavetta, Marc Davis | ABC |

| 8 maja 21:30 | Raport | Philadelphia 76ers 69 – 77 Chicago Bulls                     | Philadelphia 76ers 69 – 77 Chicago Bulls | Philadelphia 76ers 69 – 77 Chicago Bulls                 |  | United Center, Chicago, Illinois Widownia: 22 093 Sędziowie: Ken Mauer, Leon Wood, Bill Kennedy | NBA TV |
| 8 maja 21:30 | Raport | Rezultaty w kwartach: 16-17, 10-18, 22-22, 21-20             |                                          |                                                          |  | United Center, Chicago, Illinois Widownia: 22 093 Sędziowie: Ken Mauer, Leon Wood, Bill Kennedy | NBA TV |
| 8 maja 21:30 | Raport | Pkt: Jrue Holiday 16 Zb: Spencer Hawes 14 As: Jrue Holiday 4 |                                          | Pkt: Luol Deng 24 Zb: Carlos Boozer 13 As: C.J. Watson 7 |  | United Center, Chicago, Illinois Widownia: 22 093 Sędziowie: Ken Mauer, Leon Wood, Bill Kennedy | NBA TV |

| 10 maja 19:00 | Raport | Chicago Bulls 78 – 79 Philadelphia 76ers                   | Chicago Bulls 78 – 79 Philadelphia 76ers | Chicago Bulls 78 – 79 Philadelphia 76ers                         |  | Wells Fargo Center, Philadelphia, Pensylwania Widownia: 20 362 Sędziowie: Ron Garretson, Monty McCutchen, Sean Wright | NBA TV |
| 10 maja 19:00 | Raport | Rezultaty w kwartach: 22-24, 18-24, 23-15, 15-16           |                                          |                                                                  |  | Wells Fargo Center, Philadelphia, Pensylwania Widownia: 20 362 Sędziowie: Ron Garretson, Monty McCutchen, Sean Wright | NBA TV |
| 10 maja 19:00 | Raport | Pkt: Deng, Hamilton 19 Zb: Luol Deng 17 As: C.J. Watson 10 |                                          | Pkt: Andre Iguodala 20 Zb: Spencer Hawes 10 As: Andre Iguodala 7 |  | Wells Fargo Center, Philadelphia, Pensylwania Widownia: 20 362 Sędziowie: Ron Garretson, Monty McCutchen, Sean Wright | NBA TV |
| 10 maja 19:00 | Raport | Philadelphia wygrywa serię 4-2                             |                                          |                                                                  |  | Wells Fargo Center, Philadelphia, Pensylwania Widownia: 20 362 Sędziowie: Ron Garretson, Monty McCutchen, Sean Wright | NBA TV |

Wyniki w sezonie zasadniczym
| 1 lutego 2012 | Raport | Chicago Bulls 82 – 98 Philadelphia 76ers | Chicago Bulls 82 – 98 Philadelphia 76ers | Chicago Bulls 82 – 98 Philadelphia 76ers |  | Wells Fargo Center, Philadelphia, Pensylwania |

| 4 marca 2012 | Raport | Chicago Bulls 96 – 91 Philadelphia 76ers | Chicago Bulls 96 – 91 Philadelphia 76ers | Chicago Bulls 96 – 91 Philadelphia 76ers |  | Wells Fargo Center, Philadelphia, Pensylwania |

| 17 marca 2012 | Raport | Philadelphia 76ers 80 – 89 Chicago Bulls | Philadelphia 76ers 80 – 89 Chicago Bulls | Philadelphia 76ers 80 – 89 Chicago Bulls |  | United Center, Chicago, Illinois |

Ostatnie spotkanie w Playoff: Półfinał Konferencji Wschodniej 1991 (Chicago zwyciężyli 4-1).

#### (2) Miami Heat vs. (7) New York Knicks
| 28 kwietnia 15:30 | Raport | New York Knicks 67 – 100 Miami Heat                             | New York Knicks 67 – 100 Miami Heat | New York Knicks 67 – 100 Miami Heat                           |  | American Airlines Arena, Miami, Floryda Widownia: 19 621 Sędziowie: Ed Malloy, Dan Crawford, Gary Zielinski | ABC |
| 28 kwietnia 15:30 | Raport | Rezultaty w kwartach: 18-24, 13-30, 16-27, 20-19                |                                     |                                                               |  | American Airlines Arena, Miami, Floryda Widownia: 19 621 Sędziowie: Ed Malloy, Dan Crawford, Gary Zielinski | ABC |
| 28 kwietnia 15:30 | Raport | Pkt: J.R. Smith 17 Zb: Carmelo Anthony 10 As: Carmelo Anthony 3 |                                     | Pkt: Lebron James 32 Zb: Udonis Haslem 8 As: Mario Chalmers 9 |  | American Airlines Arena, Miami, Floryda Widownia: 19 621 Sędziowie: Ed Malloy, Dan Crawford, Gary Zielinski | ABC |

| 30 kwietnia 19:00 | Raport | New York Knicks 94 – 104 Miami Heat                             | New York Knicks 94 – 104 Miami Heat | New York Knicks 94 – 104 Miami Heat                        |  | American Airlines Arena, Miami, Floryda Widownia: 19 684 Sędziowie: Joe Crawford, Bennie Adams, Bill Spooner | TNT |
| 30 kwietnia 19:00 | Raport | Rezultaty w kwartach: 24-27, 23-26, 22-25, 25-26                |                                     |                                                            |  | American Airlines Arena, Miami, Floryda Widownia: 19 684 Sędziowie: Joe Crawford, Bennie Adams, Bill Spooner | TNT |
| 30 kwietnia 19:00 | Raport | Pkt: Carmelo Anthony 30 Zb: Carmelo Anthony 9 As: Baron Davis 6 |                                     | Pkt: Dwyane Wade 25 Zb: Udonis Haslem 8 As: LeBron James 9 |  | American Airlines Arena, Miami, Floryda Widownia: 19 684 Sędziowie: Joe Crawford, Bennie Adams, Bill Spooner | TNT |

| 3 maja 19:00 | Raport | Miami Heat 87 – 70 New York Knicks                        | Miami Heat 87 – 70 New York Knicks | Miami Heat 87 – 70 New York Knicks                              |  | Madison Square Garden, Nowy Jork, Nowy Jork Widownia: 19 763 Sędziowie: Mike Callahan, Eddie F. Rush, David Guthrie | TNT |
| 3 maja 19:00 | Raport | Rezultaty w kwartach: 19-19, 17–21, 22–16, 29–14          |                                    |                                                                 |  | Madison Square Garden, Nowy Jork, Nowy Jork Widownia: 19 763 Sędziowie: Mike Callahan, Eddie F. Rush, David Guthrie | TNT |
| 3 maja 19:00 | Raport | Pkt: LeBron James 32 Zb: Chris Bosh 10 As: LeBron James 5 |                                    | Pkt: Carmelo Anthony 22 Zb: Tyson Chandler 15 As: Baron Davis 3 |  | Madison Square Garden, Nowy Jork, Nowy Jork Widownia: 19 763 Sędziowie: Mike Callahan, Eddie F. Rush, David Guthrie | TNT |

| 6 maja 15:30 | Raport | Miami Heat 87 – 89 New York Knicks                      | Miami Heat 87 – 89 New York Knicks | Miami Heat 87 – 89 New York Knicks                                    |  | Madison Square Garden, Nowy Jork, Nowy Jork Widownia: 19 763 Sędziowie: Monty McCutchen, Derrick Collins, Tom Washington | ABC |
| 6 maja 15:30 | Raport | Rezultaty w kwartach: 18–20, 26–18, 17–26, 26–25        |                                    |                                                                       |  | Madison Square Garden, Nowy Jork, Nowy Jork Widownia: 19 763 Sędziowie: Monty McCutchen, Derrick Collins, Tom Washington | ABC |
| 6 maja 15:30 | Raport | Pkt: LeBron James 27 Zb: Chris Bosh 9 As: Dwyane Wade 6 |                                    | Pkt: Carmelo Anthony 41 Zb: Amar’e Stoudemire 10 As: Anthony, Smith 4 |  | Madison Square Garden, Nowy Jork, Nowy Jork Widownia: 19 763 Sędziowie: Monty McCutchen, Derrick Collins, Tom Washington | ABC |

| 9 maja 19:00 | Raport | New York Knicks 94 – 106 Miami Heat                            | New York Knicks 94 – 106 Miami Heat | New York Knicks 94 – 106 Miami Heat                        |  | American Airlines Arena, Miami, Floryda Widownia: 19 754 Sędziowie: Greg Willard, James Capers, John Goble | TNT |
| 9 maja 19:00 | Raport | Rezultaty w kwartach: 24-28, 20-27, 23-26, 27-25               |                                     |                                                            |  | American Airlines Arena, Miami, Floryda Widownia: 19 754 Sędziowie: Greg Willard, James Capers, John Goble | TNT |
| 9 maja 19:00 | Raport | Pkt: Carmelo Anthony 35 Zb: Tyson Chandler 11 As: Mike Bibby 6 |                                     | Pkt: LeBron James 29 Zb: LeBron James 8 As: LeBron James 8 |  | American Airlines Arena, Miami, Floryda Widownia: 19 754 Sędziowie: Greg Willard, James Capers, John Goble | TNT |
| 9 maja 19:00 | Raport | Miami wygrywa serię 4-1                                        |                                     |                                                            |  | American Airlines Arena, Miami, Floryda Widownia: 19 754 Sędziowie: Greg Willard, James Capers, John Goble | TNT |

Wyniki w sezonie zasadniczym
| 27 stycznia 2012 | Raport | New York Knicks 89 – 99 Miami Heat | New York Knicks 89 – 99 Miami Heat | New York Knicks 89 – 99 Miami Heat |  | American Airlines Arena, Miami, Floryda |

| 23 lutego 2012 | Raport | New York Knicks 88 – 102 Miami Heat | New York Knicks 88 – 102 Miami Heat | New York Knicks 88 – 102 Miami Heat |  | American Airlines Arena, Miami, Floryda |

| 15 kwietnia 2012 | Raport | Miami Heat 93 – 85 New York Knicks | Miami Heat 93 – 85 New York Knicks | Miami Heat 93 – 85 New York Knicks |  | Madison Square Garden, Nowy Jork, Nowy Jork |

Ostatnie spotkanie w Playoff: Półfinał Konferencji Wschodniej 2000 (New York zwyciężyli 4-3).

#### (3) Indiana Pacers vs. (6) Orlando Magic
| 28 kwietnia 19:00 | Raport | Orlando Magic 81 – 77 Indiana Pacers                             | Orlando Magic 81 – 77 Indiana Pacers | Orlando Magic 81 – 77 Indiana Pacers                        |  | Conseco Fieldhouse, Indianapolis, Indiana Widownia: 18 165 Sędziowie: Ken Mauer, David Jones, Leon Wood | ESPN |
| 28 kwietnia 19:00 | Raport | Rezultaty w kwartach: 21-22, 30-22, 13-19, 17-14                 |                                      |                                                             |  | Conseco Fieldhouse, Indianapolis, Indiana Widownia: 18 165 Sędziowie: Ken Mauer, David Jones, Leon Wood | ESPN |
| 28 kwietnia 19:00 | Raport | Pkt: Richardson, Nelson 17 Zb: Glen Davis 13 As: Jameer Nelson 9 |                                      | Pkt: David West 19 Zb: Roy Hibbert 13 As: Darren Collison 5 |  | Conseco Fieldhouse, Indianapolis, Indiana Widownia: 18 165 Sędziowie: Ken Mauer, David Jones, Leon Wood | ESPN |

| 30 kwietnia 19:30 | Raport | Orlando Magic 78 – 93 Indiana Pacers                                  | Orlando Magic 78 – 93 Indiana Pacers | Orlando Magic 78 – 93 Indiana Pacers                            |  | Conseco Fieldhouse, Indianapolis, Indiana Widownia: 18 165 Sędziowie: Derrick Stafford, Bill Kennedy, Gary Zielinski | NBA TV |
| 30 kwietnia 19:30 | Raport | Rezultaty w kwartach: 21-24, 23-18, 13-30, 21-21                      |                                      |                                                                 |  | Conseco Fieldhouse, Indianapolis, Indiana Widownia: 18 165 Sędziowie: Derrick Stafford, Bill Kennedy, Gary Zielinski | NBA TV |
| 30 kwietnia 19:30 | Raport | Pkt: Glen Davis 18 Zb: Glen Davis 10 As: Richardson, Nelson, Redick 3 |                                      | Pkt: Granger, West, Hill 18 Zb: Roy Hibbert 13 As: David West 4 |  | Conseco Fieldhouse, Indianapolis, Indiana Widownia: 18 165 Sędziowie: Derrick Stafford, Bill Kennedy, Gary Zielinski | NBA TV |

| 2 maja 19:30 | Raport | Indiana Pacers 97 – 74 Orlando Magic                       | Indiana Pacers 97 – 74 Orlando Magic | Indiana Pacers 97 – 74 Orlando Magic                             |  | Amway Center, Orlando, Floryda Widownia: 18 846 Sędziowie: Dan Crawford, Bennie Adams, Bill Spooner | NBA TV |
| 2 maja 19:30 | Raport | Rezultaty w kwartach: 23-14, 21-24, 32-17, 21-19           |                                      |                                                                  |  | Amway Center, Orlando, Floryda Widownia: 18 846 Sędziowie: Dan Crawford, Bennie Adams, Bill Spooner | NBA TV |
| 2 maja 19:30 | Raport | Pkt: Danny Granger 26 Zb: Roy Hibbert 10 As: Paul George 4 |                                      | Pkt: Glen Davis 22 Zb: Quentin Richardson 10 As: Jameer Nelson 5 |  | Amway Center, Orlando, Floryda Widownia: 18 846 Sędziowie: Dan Crawford, Bennie Adams, Bill Spooner | NBA TV |

| 5 maja 14:00 | Raport | Indiana Pacers 101 – 99 Orlando Magic                      | Indiana Pacers 101 – 99 Orlando Magic | Indiana Pacers 101 – 99 Orlando Magic                           |  | Amway Center, Orlando, Floryda Widownia: 18 846 Sędziowie: Mike Callahan, Ed Malloy, Violet Palmer | ESPN |
| 5 maja 14:00 | Raport | Rezultaty w kwartach: 22–19, 24–25, 27–17, 16–28           |                                       |                                                                 |  | Amway Center, Orlando, Floryda Widownia: 18 846 Sędziowie: Mike Callahan, Ed Malloy, Violet Palmer | ESPN |
| 5 maja 14:00 | Raport | Pkt: David West 26 Zb: David West 12 As: Darren Collison 9 |                                       | Pkt: Jason Richardson 25 Zb: Glen Davis 11 As: Jameer Nelson 11 |  | Amway Center, Orlando, Floryda Widownia: 18 846 Sędziowie: Mike Callahan, Ed Malloy, Violet Palmer | ESPN |

| 8 maja 19:00 | Raport | Orlando Magic 87 – 105 Indiana Pacers                      | Orlando Magic 87 – 105 Indiana Pacers | Orlando Magic 87 – 105 Indiana Pacers                        |  | Conseco Fieldhouse, Indianapolis, Indiana Widownia: 18 165 Sędziowie: Monty McCutchen, Marc Davis, David Guthrie | NBA TV |
| 8 maja 19:00 | Raport | Rezultaty w kwartach: 19-28, 28-22, 24-19, 16-36           |                                       |                                                              |  | Conseco Fieldhouse, Indianapolis, Indiana Widownia: 18 165 Sędziowie: Monty McCutchen, Marc Davis, David Guthrie | NBA TV |
| 8 maja 19:00 | Raport | Pkt: Jameer Nelson 27 Zb: Glen Davis 8 As: Jameer Nelson 5 |                                       | Pkt: Danny Granger 25 Zb: David West 8 As: Darren Collison 6 |  | Conseco Fieldhouse, Indianapolis, Indiana Widownia: 18 165 Sędziowie: Monty McCutchen, Marc Davis, David Guthrie | NBA TV |
| 8 maja 19:00 | Raport | Indiana wygrywa serię 4-1                                  |                                       |                                                              |  | Conseco Fieldhouse, Indianapolis, Indiana Widownia: 18 165 Sędziowie: Monty McCutchen, Marc Davis, David Guthrie | NBA TV |

Wyniki w sezonie zasadniczym
| 24 stycznia 2012 | Raport | Orlando Magic 102 – 83 Indiana Pacers | Orlando Magic 102 – 83 Indiana Pacers | Orlando Magic 102 – 83 Indiana Pacers |  | Conseco Fieldhouse, Indianapolis, Indiana |

| 29 stycznia 2012 | Raport | Indiana Pacers 106 – 85 Orlando Magic | Indiana Pacers 106 – 85 Orlando Magic | Indiana Pacers 106 – 85 Orlando Magic |  | Amway Center, Orlando, Floryda |

| 4 lutego 2012 | Raport | Orlando Magic 85 – 81 Indiana Pacers | Orlando Magic 85 – 81 Indiana Pacers | Orlando Magic 85 – 81 Indiana Pacers |  | Conseco Fieldhouse, Indianapolis, Indiana |

| 11 marca 2012 | Raport | Indiana Pacers 94 – 107 Orlando Magic | Indiana Pacers 94 – 107 Orlando Magic | Indiana Pacers 94 – 107 Orlando Magic |  | Amway Center, Orlando, Floryda |

Ostatnie spotkanie w Playoff: Finał Konferencji Wschodniej 1995 (Orlando zwyciężyli 4-3).

#### (4) Boston Celtics vs. (5) Atlanta Hawks
| 29 kwietnia 19:00 | Raport | Boston Celtics 74 – 83 Atlanta Hawks                           | Boston Celtics 74 – 83 Atlanta Hawks | Boston Celtics 74 – 83 Atlanta Hawks                   |  | Philips Arena, Atlanta, Georgia Widownia: 19 292 Sędziowie: Mike Callahan, Marc Davis, John Goble | TNT |
| 29 kwietnia 19:00 | Raport | Rezultaty w kwartach: 18-31, 17-18, 18-16, 21-18               |                                      |                                                        |  | Philips Arena, Atlanta, Georgia Widownia: 19 292 Sędziowie: Mike Callahan, Marc Davis, John Goble | TNT |
| 29 kwietnia 19:00 | Raport | Pkt: Rondo, Garnett 20 Zb: Kevin Garnett 12 As: Rajon Rondo 11 |                                      | Pkt: Josh Smith 22 Zb: Josh Smith 18 As: Joe Johnson 5 |  | Philips Arena, Atlanta, Georgia Widownia: 19 292 Sędziowie: Mike Callahan, Marc Davis, John Goble | TNT |

| 1 maja 19:30 | Raport | Boston Celtics 87 – 80 Atlanta Hawks                       | Boston Celtics 87 – 80 Atlanta Hawks | Boston Celtics 87 – 80 Atlanta Hawks                       |  | Philips Arena, Atlanta, Georgia Widownia: 19 308 Sędziowie: Scott Foster, Ed Malloy, Scott Wall | NBA TV |
| 1 maja 19:30 | Raport | Rezultaty w kwartach: 24-24, 17-20, 20-22, 26-14           |                                      |                                                            |  | Philips Arena, Atlanta, Georgia Widownia: 19 308 Sędziowie: Scott Foster, Ed Malloy, Scott Wall | NBA TV |
| 1 maja 19:30 | Raport | Pkt: Paul Pierce 36 Zb: Paul Pierce 14 As: Kevin Garnett 5 |                                      | Pkt: Joe Johnson 22 Zb: Josh Smith 12 As: Johnson, Smith 5 |  | Philips Arena, Atlanta, Georgia Widownia: 19 308 Sędziowie: Scott Foster, Ed Malloy, Scott Wall | NBA TV |

| 4 maja 19:30 | Raport | Atlanta Hawks 84 – 90 Boston Celtics                         | Atlanta Hawks 84 – 90 Boston Celtics | Atlanta Hawks 84 – 90 Boston Celtics                      | OT | TD Garden, Boston, Massachusetts Widownia: 18 624 Sędziowie: Monty McCutchen, Ron Garretson, Zach Zarba | ESPN2 |
| 4 maja 19:30 | Raport | Rezultaty w kwartach: 19–17, 19–23, 20–20, 22–20 OT: 4–10    |                                      |                                                           | OT | TD Garden, Boston, Massachusetts Widownia: 18 624 Sędziowie: Monty McCutchen, Ron Garretson, Zach Zarba | ESPN2 |
| 4 maja 19:30 | Raport | Pkt: Joe Johnson 29 Zb: Marvin Williams 11 As: Jeff Teague 6 |                                      | Pkt: Paul Pierce 21 Zb: Rajon Rondo 14 As: Rajon Rondo 12 | OT | TD Garden, Boston, Massachusetts Widownia: 18 624 Sędziowie: Monty McCutchen, Ron Garretson, Zach Zarba | ESPN2 |

| 6 maja 19:00 | Raport | Atlanta Hawks 79 – 101 Boston Celtics                 | Atlanta Hawks 79 – 101 Boston Celtics | Atlanta Hawks 79 – 101 Boston Celtics                             |  | TD Garden, Boston, Massachusetts Widownia: 18 624 Sędziowie: Joe Crawford, Tony Brothers, Pat Fraher | TNT |
| 6 maja 19:00 | Raport | Rezultaty w kwartach: 19-32, 22-32, 22-26, 16-11      |                                       |                                                                   |  | TD Garden, Boston, Massachusetts Widownia: 18 624 Sędziowie: Joe Crawford, Tony Brothers, Pat Fraher | TNT |
| 6 maja 19:00 | Raport | Pkt: Josh Smith 15 Zb: Josh Smith 13 As: Josh Smith 5 |                                       | Pkt: Paul Pierce 24 Zb: Allen, Bass, Garnett 5 As: Rajon Rondo 16 |  | TD Garden, Boston, Massachusetts Widownia: 18 624 Sędziowie: Joe Crawford, Tony Brothers, Pat Fraher | TNT |

| 8 maja 20:00 | Raport | Boston Celtics 86 – 87 Atlanta Hawks                           | Boston Celtics 86 – 87 Atlanta Hawks | Boston Celtics 86 – 87 Atlanta Hawks                  |  | Philips Arena, Atlanta, Georgia Widownia: 19 319 Sędziowie: Dan Crawford, David Jones, Tom Washington | TNT |
| 8 maja 20:00 | Raport | Rezultaty w kwartach: 21-15, 19-25, 24-26, 22-21               |                                      |                                                       |  | Philips Arena, Atlanta, Georgia Widownia: 19 319 Sędziowie: Dan Crawford, David Jones, Tom Washington | TNT |
| 8 maja 20:00 | Raport | Pkt: Garnett, Pierce 16 Zb: Bass, Garnett 7 As: Rajon Rondo 12 |                                      | Pkt: Al Horford 19 Zb: Josh Smith 16 As: Josh Smith 6 |  | Philips Arena, Atlanta, Georgia Widownia: 19 319 Sędziowie: Dan Crawford, David Jones, Tom Washington | TNT |

| 10 maja 20:00 | Raport | Atlanta Hawks 80 – 83 Boston Celtics                      | Atlanta Hawks 80 – 83 Boston Celtics | Atlanta Hawks 80 – 83 Boston Celtics                         |  | TD Garden, Boston, Massachusetts Widownia: 18 624 Sędziowie: Derrick Stafford, Eric Lewis, Bill Kennedy | TNT |
| 10 maja 20:00 | Raport | Rezultaty w kwartach: 23-20, 18-27, 22-20, 17-16          |                                      |                                                              |  | TD Garden, Boston, Massachusetts Widownia: 18 624 Sędziowie: Derrick Stafford, Eric Lewis, Bill Kennedy | TNT |
| 10 maja 20:00 | Raport | Pkt: Josh Smith 18 Zb: Horford, Smith 9 As: Jeff Teague 6 |                                      | Pkt: Kevin Garnett 28 Zb: Kevin Garnett 14 As: Rajon Rondo 8 |  | TD Garden, Boston, Massachusetts Widownia: 18 624 Sędziowie: Derrick Stafford, Eric Lewis, Bill Kennedy | TNT |
| 10 maja 20:00 | Raport | Boston wygrywa serię 4-2                                  |                                      |                                                              |  | TD Garden, Boston, Massachusetts Widownia: 18 624 Sędziowie: Derrick Stafford, Eric Lewis, Bill Kennedy | TNT |

Wyniki w sezonie zasadniczym
| 19 marca 2012 | Raport | Boston Celtics 79 – 76 Atlanta Hawks | Boston Celtics 79 – 76 Atlanta Hawks | Boston Celtics 79 – 76 Atlanta Hawks |  | Philips Arena, Atlanta, Georgia |

| 11 kwietnia 2012 | Raport | Atlanta Hawks 86 – 88 Boston Celtics | Atlanta Hawks 86 – 88 Boston Celtics | Atlanta Hawks 86 – 88 Boston Celtics |  | TD Garden, Boston, Massachusetts |

| 20 kwietnia 2012 | Raport | Boston Celtics 92 – 97 Atlanta Hawks | Boston Celtics 92 – 97 Atlanta Hawks | Boston Celtics 92 – 97 Atlanta Hawks |  | Philips Arena, Atlanta, Georgia |

Ostatnie spotkanie w Playoff: Pierwsza Runda Konferencji Wschodniej 2008 (Boston Celtics zwyciężyli 4-3).

### Półfinały Konferencji

#### (2) Miami Heat vs. (3) Indiana Pacers
| 13 maja 15:30 | Raport | Indiana Pacers 86 – 95 Miami Heat                             | Indiana Pacers 86 – 95 Miami Heat | Indiana Pacers 86 – 95 Miami Heat                           |  | American Airlines Arena, Miami, Floryda Widownia: 19 600 Sędziowie: Scott Foster, Tom Washington, Sean Wright | ABC |
| 13 maja 15:30 | Raport | Rezultaty w kwartach: 23-20, 25-22, 22-28, 16-25              |                                   |                                                             |  | American Airlines Arena, Miami, Floryda Widownia: 19 600 Sędziowie: Scott Foster, Tom Washington, Sean Wright | ABC |
| 13 maja 15:30 | Raport | Pkt: West, Hibbert 17 Zb: David West 12 As: Darren Collison 6 |                                   | Pkt: LeBron James 32 Zb: LeBron James 15 As: LeBron James 5 |  | American Airlines Arena, Miami, Floryda Widownia: 19 600 Sędziowie: Scott Foster, Tom Washington, Sean Wright | ABC |

| 15 maja 19:00 | Raport | Indiana Pacers 78 – 75 Miami Heat                             | Indiana Pacers 78 – 75 Miami Heat | Indiana Pacers 78 – 75 Miami Heat                          |  | American Airlines Arena, Miami, Floryda Widownia: 19 828 Sędziowie: Joe Crawford, Bennie Adams, Ed Malloy | TNT |
| 15 maja 19:00 | Raport | Rezultaty w kwartach: 17-21, 16-17, 28-14, 17-23              |                                   |                                                            |  | American Airlines Arena, Miami, Floryda Widownia: 19 828 Sędziowie: Joe Crawford, Bennie Adams, Ed Malloy | TNT |
| 15 maja 19:00 | Raport | Pkt: David West 16 Zb: George, Hibbert 11 As: Danny Granger 3 |                                   | Pkt: LeBron James 28 Zb: LeBron James 9 As: LeBron James 5 |  | American Airlines Arena, Miami, Floryda Widownia: 19 828 Sędziowie: Joe Crawford, Bennie Adams, Ed Malloy | TNT |

| 17 maja 19:00 | Raport | Miami Heat 75 – 94 Indiana Pacers                              | Miami Heat 75 – 94 Indiana Pacers | Miami Heat 75 – 94 Indiana Pacers                        |  | Conseco Fieldhouse, Indianapolis, Indiana Widownia: 18 165 Sędziowie: Dan Crawford, Tony Brothers, John Goble | ESPN |
| 17 maja 19:00 | Raport | Rezultaty w kwartach: 26-17, 17-26, 12-26, 20-25               |                                   |                                                          |  | Conseco Fieldhouse, Indianapolis, Indiana Widownia: 18 165 Sędziowie: Dan Crawford, Tony Brothers, John Goble | ESPN |
| 17 maja 19:00 | Raport | Pkt: Mario Chalmers 25 Zb: Ronny Turiaf 8 As: Mario Chalmers 5 |                                   | Pkt: George Hill 20 Zb: Roy Hibbert 18 As: George Hill 5 |  | Conseco Fieldhouse, Indianapolis, Indiana Widownia: 18 165 Sędziowie: Dan Crawford, Tony Brothers, John Goble | ESPN |

| 20 maja 15:30 | Raport | Miami Heat 101 – 93 Indiana Pacers                          | Miami Heat 101 – 93 Indiana Pacers | Miami Heat 101 – 93 Indiana Pacers                        |  | Conseco Fieldhouse, Indianapolis, Indiana Widownia: 18 165 Sędziowie: Monty McCutchen, Mike Callahan, Bill Kennedy | ABC |
| 20 maja 15:30 | Raport | Rezultaty w kwartach: 18-25, 28-29, 30-16, 25-23            |                                    |                                                           |  | Conseco Fieldhouse, Indianapolis, Indiana Widownia: 18 165 Sędziowie: Monty McCutchen, Mike Callahan, Bill Kennedy | ABC |
| 20 maja 15:30 | Raport | Pkt: LeBron James 40 Zb: LeBron James 18 As: LeBron James 9 |                                    | Pkt: Danny Granger 20 Zb: Roy Hibbert 9 As: Paul George 5 |  | Conseco Fieldhouse, Indianapolis, Indiana Widownia: 18 165 Sędziowie: Monty McCutchen, Mike Callahan, Bill Kennedy | ABC |

| 22 maja 20:00 | Raport | Indiana Pacers 83 – 115 Miami Heat                       | Indiana Pacers 83 – 115 Miami Heat | Indiana Pacers 83 – 115 Miami Heat                            |  | American Airlines Arena, Miami, Floryda Widownia: 20 097 Sędziowie: Derrick Stafford, Jason Phillips, Greg Willard | TNT |
| 22 maja 20:00 | Raport | Rezultaty w kwartach: 20-26, 20-23, 17-27, 26-39         |                                    |                                                               |  | American Airlines Arena, Miami, Floryda Widownia: 20 097 Sędziowie: Derrick Stafford, Jason Phillips, Greg Willard | TNT |
| 22 maja 20:00 | Raport | Pkt: Paul George 11 Zb: Roy Hibbert 12 As: Paul George 3 |                                    | Pkt: LeBron James 30 Zb: Mario Chalmers 11 As: LeBron James 8 |  | American Airlines Arena, Miami, Floryda Widownia: 20 097 Sędziowie: Derrick Stafford, Jason Phillips, Greg Willard | TNT |

| 24 maja 20:00 | Raport | Miami Heat 105 – 93 Indiana Pacers                        | Miami Heat 105 – 93 Indiana Pacers | Miami Heat 105 – 93 Indiana Pacers                      |  | Conseco Fieldhouse, Indianapolis, Indiana Widownia: 18 165 Sędziowie: Scott Foster, Marc Davis, Ken Mauer | TNT |
| 24 maja 20:00 | Raport | Rezultaty w kwartach: 21-38, 30-25, 28-16, 26-24          |                                    |                                                         |  | Conseco Fieldhouse, Indianapolis, Indiana Widownia: 18 165 Sędziowie: Scott Foster, Marc Davis, Ken Mauer | TNT |
| 24 maja 20:00 | Raport | Pkt: Dwyane Wade 41 Zb: Dwyane Wade 10 As: LeBron James 7 |                                    | Pkt: David West 24 Zb: Paul George 10 As: George Hill 5 |  | Conseco Fieldhouse, Indianapolis, Indiana Widownia: 18 165 Sędziowie: Scott Foster, Marc Davis, Ken Mauer | TNT |
| 24 maja 20:00 | Raport | Miami wygrywa serię 4-2                                   |                                    |                                                         |  | Conseco Fieldhouse, Indianapolis, Indiana Widownia: 18 165 Sędziowie: Scott Foster, Marc Davis, Ken Mauer | TNT |

Wyniki w sezonie zasadniczym
| 4 stycznia 2012 | Raport | Indiana Pacers 83 – 118 Miami Heat | Indiana Pacers 83 – 118 Miami Heat | Indiana Pacers 83 – 118 Miami Heat |  | American Airlines Arena, Miami, Floryda |

| 14 lutego 2012 | Raport | Miami Heat 105 – 90 Indiana Pacers | Miami Heat 105 – 90 Indiana Pacers | Miami Heat 105 – 90 Indiana Pacers |  | Conseco Fieldhouse, Indianapolis, Indiana |

| 10 marca 2012 | Raport | Indiana Pacers 91 – 93 Miami Heat | Indiana Pacers 91 – 93 Miami Heat | Indiana Pacers 91 – 93 Miami Heat |  | American Airlines Arena, Miami, Floryda |

| 26 marca 2012 | Raport | Miami Heat 90 – 105 Indiana Pacers | Miami Heat 90 – 105 Indiana Pacers | Miami Heat 90 – 105 Indiana Pacers |  | Conseco Fieldhouse, Indianapolis, Indiana |

Ostatnie spotkanie w Playoff: Półfinał Konferencji Wschodniej 2004 (Indiana Pacers zwyciężyli 4-2).

#### (4) Boston Celtics vs (8) Philadelphia 76ers
| 12 maja 20:00 | Raport | Philadelphia 76ers 91 – 92 Boston Celtics                      | Philadelphia 76ers 91 – 92 Boston Celtics | Philadelphia 76ers 91 – 92 Boston Celtics                   |  | TD Garden, Boston, Massachusetts Widownia: 18 624 Sędziowie: Greg Willard, James Capers, David Jones | TNT |
| 12 maja 20:00 | Raport | Rezultaty w kwartach: 28-18, 19-24, 24-25, 20-25               |                                           |                                                             |  | TD Garden, Boston, Massachusetts Widownia: 18 624 Sędziowie: Greg Willard, James Capers, David Jones | TNT |
| 12 maja 20:00 | Raport | Pkt: Andre Iguodala 19 Zb: Evan Turner 10 As: Andre Iguodala 6 |                                           | Pkt: Kevin Garnett 29 Zb: Rajon Rondo 12 As: Rajon Rondo 17 |  | TD Garden, Boston, Massachusetts Widownia: 18 624 Sędziowie: Greg Willard, James Capers, David Jones | TNT |

| 14 maja 19:00 | Raport | Philadelphia 76ers 82 – 81 Boston Celtics                      | Philadelphia 76ers 82 – 81 Boston Celtics | Philadelphia 76ers 82 – 81 Boston Celtics                 |  | TD Garden, Boston, Massachusetts Widownia: 18 624 Sędziowie: Dan Crawford, Jason Phillips, Michael Smith | TNT |
| 14 maja 19:00 | Raport | Rezultaty w kwartach: 21-25, 15-13, 21-11, 25-32               |                                           |                                                           |  | TD Garden, Boston, Massachusetts Widownia: 18 624 Sędziowie: Dan Crawford, Jason Phillips, Michael Smith | TNT |
| 14 maja 19:00 | Raport | Pkt: Jrue Holiday 18 Zb: Spencer Hawes 10 As: Andre Iguodala 7 |                                           | Pkt: Ray Allen 17 Zb: Kevin Garnett 12 As: Rajon Rondo 13 |  | TD Garden, Boston, Massachusetts Widownia: 18 624 Sędziowie: Dan Crawford, Jason Phillips, Michael Smith | TNT |

| 16 maja 19:00 | Raport | Boston Celtics 107 – 91 Philadelphia 76ers                    | Boston Celtics 107 – 91 Philadelphia 76ers | Boston Celtics 107 – 91 Philadelphia 76ers                  |  | Wells Fargo Center, Philadelphia, Pensylwania Widownia: 20 351 Sędziowie: Derrick Stafford, Mike Callahan, Eric Lewis | TNT |
| 16 maja 19:00 | Raport | Rezultaty w kwartach: 28-33, 32-16, 29-17, 18-25              |                                            |                                                             |  | Wells Fargo Center, Philadelphia, Pensylwania Widownia: 20 351 Sędziowie: Derrick Stafford, Mike Callahan, Eric Lewis | TNT |
| 16 maja 19:00 | Raport | Pkt: Kevin Garnett 27 Zb: Kevin Garnett 13 As: Rajon Rondo 14 |                                            | Pkt: Thaddeus Young 22 Zb: Evan Turner 8 As: Jrue Holiday 9 |  | Wells Fargo Center, Philadelphia, Pensylwania Widownia: 20 351 Sędziowie: Derrick Stafford, Mike Callahan, Eric Lewis | TNT |

| 18 maja 20:00 | Raport | Boston Celtics 83 – 92 Philadelphia 76ers                   | Boston Celtics 83 – 92 Philadelphia 76ers | Boston Celtics 83 – 92 Philadelphia 76ers                      |  | Wells Fargo Center, Philadelphia, Pensylwania Widownia: 20 411 Sędziowie: Scott Foster, Bill Kennedy, Bill Spooner | ESPN |
| 18 maja 20:00 | Raport | Rezultaty w kwartach: 24-12, 22-19, 17-28, 20-33            |                                           |                                                                |  | Wells Fargo Center, Philadelphia, Pensylwania Widownia: 20 411 Sędziowie: Scott Foster, Bill Kennedy, Bill Spooner | ESPN |
| 18 maja 20:00 | Raport | Pkt: Paul Pierce 24 Zb: Kevin Garnett 11 As: Rajon Rondo 15 |                                           | Pkt: Iguodala, Turner 16 Zb: Lavoy Allen 10 As: Lou Williams 8 |  | Wells Fargo Center, Philadelphia, Pensylwania Widownia: 20 411 Sędziowie: Scott Foster, Bill Kennedy, Bill Spooner | ESPN |

| 21 maja 19:00 | Raport | Philadelphia 76ers 85 – 101 Boston Celtics                | Philadelphia 76ers 85 – 101 Boston Celtics | Philadelphia 76ers 85 – 101 Boston Celtics                  |  | TD Garden, Boston, Massachusetts Widownia: 18 624 Sędziowie: Ken Mauer, Ed Malloy, Rodney Mott | TNT |
| 21 maja 19:00 | Raport | Rezultaty w kwartach: 27-23, 23-24, 16-28, 19-26          |                                            |                                                             |  | TD Garden, Boston, Massachusetts Widownia: 18 624 Sędziowie: Ken Mauer, Ed Malloy, Rodney Mott | TNT |
| 21 maja 19:00 | Raport | Pkt: Elton Brand 19 Zb: Evan Turner 10 As: Jrue Holiday 7 |                                            | Pkt: Brandon Bass 27 Zb: Garnett, Bass 6 As: Rajon Rondo 14 |  | TD Garden, Boston, Massachusetts Widownia: 18 624 Sędziowie: Ken Mauer, Ed Malloy, Rodney Mott | TNT |

| 23 maja 20:00 | Raport | Boston Celtics 75 – 82 Philadelphia 76ers                  | Boston Celtics 75 – 82 Philadelphia 76ers | Boston Celtics 75 – 82 Philadelphia 76ers                       |  | Wells Fargo Center, Philadelphia, Pensylwania Widownia: 20 403 Sędziowie: Joe Crawford, James Capers, Ron Garretson | ESPN |
| 23 maja 20:00 | Raport | Rezultaty w kwartach: 19-22, 17-11, 20-27, 19-22           |                                           |                                                                 |  | Wells Fargo Center, Philadelphia, Pensylwania Widownia: 20 403 Sędziowie: Joe Crawford, James Capers, Ron Garretson | ESPN |
| 23 maja 20:00 | Raport | Pkt: Paul Pierce 24 Zb: Kevin Garnett 11 As: Rajon Rondo 6 |                                           | Pkt: Jrue Holiday 20 Zb: Elton Brand 10 As: Holiday, Williams 6 |  | Wells Fargo Center, Philadelphia, Pensylwania Widownia: 20 403 Sędziowie: Joe Crawford, James Capers, Ron Garretson | ESPN |

| 26 maja 20:00 | Raport | Philadelphia 76ers 75 – 85 Boston Celtics                       | Philadelphia 76ers 75 – 85 Boston Celtics | Philadelphia 76ers 75 – 85 Boston Celtics                      |  | TD Garden, Boston, Massachusetts Widownia: 18 624 Sędziowie: Monty McCutchen, Tony Brothers, Mike Callahan | ABC |
| 26 maja 20:00 | Raport | Rezultaty w kwartach: 20-20, 13-21, 19-14, 23-30                |                                           |                                                                |  | TD Garden, Boston, Massachusetts Widownia: 18 624 Sędziowie: Monty McCutchen, Tony Brothers, Mike Callahan | ABC |
| 26 maja 20:00 | Raport | Pkt: Andre Iguodala 18 Zb: Thaddeus Young 10 As: Jrue Holiday 9 |                                           | Pkt: Garnett, Rondo 18 Zb: Kevin Garnett 13 As: Rajon Rondo 10 |  | TD Garden, Boston, Massachusetts Widownia: 18 624 Sędziowie: Monty McCutchen, Tony Brothers, Mike Callahan | ABC |
| 26 maja 20:00 | Raport | Boston wygrywa serię 4-3                                        |                                           |                                                                |  | TD Garden, Boston, Massachusetts Widownia: 18 624 Sędziowie: Monty McCutchen, Tony Brothers, Mike Callahan | ABC |

Wyniki w sezonie zasadniczym
| 7 marca 2012 | Raport | Boston Celtics 71 – 103 Philadelphia 76ers | Boston Celtics 71 – 103 Philadelphia 76ers | Boston Celtics 71 – 103 Philadelphia 76ers |  | Wells Fargo Center, Philadelphia, Pensylwania |

| 23 marca 2012 | Raport | Boston Celtics 86 – 99 Philadelphia 76ers | Boston Celtics 86 – 99 Philadelphia 76ers | Boston Celtics 86 – 99 Philadelphia 76ers |  | Wells Fargo Center, Philadelphia, Pensylwania |

| 8 kwietnia 2012 | Raport | Philadelphia 76ers 79 – 103 Boston Celtics | Philadelphia 76ers 79 – 103 Boston Celtics | Philadelphia 76ers 79 – 103 Boston Celtics |  | TD Garden, Boston, Massachusetts |

Ostatnie spotkanie w Playoff: Pierwsza Runda Konferencji Wschodniej 2002: (Boston zwyciężyli 3-2).

### Finał Konferencji

#### (2) Miami Heat vs. (4) Boston Celtics
| 28 maja 20:30 | Raport | Boston Celtics 79 – 93 Miami Heat                            | Boston Celtics 79 – 93 Miami Heat | Boston Celtics 79 – 93 Miami Heat                          |  | American Airlines Arena, Miami, Floryda Widownia: 19 912 Sędziowie: Dan Crawford, Ed Malloy, Jason Phillips | ESPN |
| 28 maja 20:30 | Raport | Rezultaty w kwartach: 11-21, 35-25, 15-26, 18-21             |                                   |                                                            |  | American Airlines Arena, Miami, Floryda Widownia: 19 912 Sędziowie: Dan Crawford, Ed Malloy, Jason Phillips | ESPN |
| 28 maja 20:30 | Raport | Pkt: Kevin Garnett 23 Zb: Kevin Garnett 10 As: Rajon Rondo 7 |                                   | Pkt: LeBron James 32 Zb: LeBron James 13 As: Dwyane Wade 7 |  | American Airlines Arena, Miami, Floryda Widownia: 19 912 Sędziowie: Dan Crawford, Ed Malloy, Jason Phillips | ESPN |

| 30 maja 20:30 | Raport | Boston Celtics 111 – 115 Miami Heat                        | Boston Celtics 111 – 115 Miami Heat | Boston Celtics 111 – 115 Miami Heat                          | OT | American Airlines Arena, Miami, Floryda Widownia: 19 973 Sędziowie: Ken Mauer, James Capers, Tom Washington | ESPN |
| 30 maja 20:30 | Raport | Rezultaty w kwartach: 24-18, 29-28, 22-35, 24-18 OT: 12-16 |                                     |                                                              | OT | American Airlines Arena, Miami, Floryda Widownia: 19 973 Sędziowie: Ken Mauer, James Capers, Tom Washington | ESPN |
| 30 maja 20:30 | Raport | Pkt: Rajon Rondo 44 Zb: Brandon Bass 10 As: Rajon Rondo 10 |                                     | Pkt: LeBron James 34 Zb: Udonis Haslem 11 As: LeBron James 7 | OT | American Airlines Arena, Miami, Floryda Widownia: 19 973 Sędziowie: Ken Mauer, James Capers, Tom Washington | ESPN |

| 1 czerwca 20:30 | Raport | Miami Heat 91 – 101 Boston Celtics                           | Miami Heat 91 – 101 Boston Celtics | Miami Heat 91 – 101 Boston Celtics                            |  | TD Garden, Boston, Massachusetts Widownia: 18 624 Sędziowie: Scott Foster, Mike Callahan, Rodney Mott | ESPN |
| 1 czerwca 20:30 | Raport | Rezultaty w kwartach: 28-30, 14-25, 21-30, 28-16             |                                    |                                                               |  | TD Garden, Boston, Massachusetts Widownia: 18 624 Sędziowie: Scott Foster, Mike Callahan, Rodney Mott | ESPN |
| 1 czerwca 20:30 | Raport | Pkt: LeBron James 34 Zb: LeBron James 8 As: Mario Chalmers 6 |                                    | Pkt: Kevin Garnett 24 Zb: Kevin Garnett 11 As: Rajon Rondo 10 |  | TD Garden, Boston, Massachusetts Widownia: 18 624 Sędziowie: Scott Foster, Mike Callahan, Rodney Mott | ESPN |

| 3 czerwca 20:30 | Raport | Miami Heat 91 – 93 Boston Celtics                           | Miami Heat 91 – 93 Boston Celtics | Miami Heat 91 – 93 Boston Celtics                           | OT | TD Garden, Boston, Massachusetts Widownia: 18 624 Sędziowie: Joe Crawford, Bill Kennedy, Greg Willard | ESPN |
| 3 czerwca 20:30 | Raport | Rezultaty w kwartach: 23-34, 24-27, 21-12, 21-16 OT: 2-4    |                                   |                                                             | OT | TD Garden, Boston, Massachusetts Widownia: 18 624 Sędziowie: Joe Crawford, Bill Kennedy, Greg Willard | ESPN |
| 3 czerwca 20:30 | Raport | Pkt: LeBron James 29 Zb: Udonis Haslem 17 As: Dwyane Wade 6 |                                   | Pkt: Paul Pierce 23 Zb: Kevin Garnett 14 As: Rajon Rondo 15 | OT | TD Garden, Boston, Massachusetts Widownia: 18 624 Sędziowie: Joe Crawford, Bill Kennedy, Greg Willard | ESPN |

| 5 czerwca 20:30 | Raport | Boston Celtics 94 – 90 Miami Heat                             | Boston Celtics 94 – 90 Miami Heat | Boston Celtics 94 – 90 Miami Heat                              |  | American Airlines Arena, Miami, Floryda Widownia: 20 021 Sędziowie: Monty McCutchen, Ron Garretson, Derrick Stafford | ESPN |
| 5 czerwca 20:30 | Raport | Rezultaty w kwartach: 16-24, 24-18, 25-18, 29-30              |                                   |                                                                |  | American Airlines Arena, Miami, Floryda Widownia: 20 021 Sędziowie: Monty McCutchen, Ron Garretson, Derrick Stafford | ESPN |
| 5 czerwca 20:30 | Raport | Pkt: Kevin Garnett 26 Zb: Kevin Garnett 11 As: Rajon Rondo 13 |                                   | Pkt: LeBron James 30 Zb: Udonis Haslem 14 As: Chalmers, Wade 3 |  | American Airlines Arena, Miami, Floryda Widownia: 20 021 Sędziowie: Monty McCutchen, Ron Garretson, Derrick Stafford | ESPN |

| 7 czerwca 20:30 | Raport | Miami Heat 98 – 79 Boston Celtics                           | Miami Heat 98 – 79 Boston Celtics | Miami Heat 98 – 79 Boston Celtics                         |  | TD Garden, Boston, Massachusetts Widownia: 18 624 Sędziowie: Dan Crawford, Tony Brothers, Tom Washington | ESPN |
| 7 czerwca 20:30 | Raport | Rezultaty w kwartach: 26-16, 29-26, 19-19, 24-18            |                                   |                                                           |  | TD Garden, Boston, Massachusetts Widownia: 18 624 Sędziowie: Dan Crawford, Tony Brothers, Tom Washington | ESPN |
| 7 czerwca 20:30 | Raport | Pkt: LeBron James 45 Zb: LeBron James 15 As: LeBron James 5 |                                   | Pkt: Rajon Rondo 21 Zb: Brandon Bass 7 As: Rajon Rondo 10 |  | TD Garden, Boston, Massachusetts Widownia: 18 624 Sędziowie: Dan Crawford, Tony Brothers, Tom Washington | ESPN |

| 9 czerwca 20:30 | Raport | Boston Celtics 88 – 101 Miami Heat                        | Boston Celtics 88 – 101 Miami Heat | Boston Celtics 88 – 101 Miami Heat                            |  | American Airlines Arena, Miami, Floryda Widownia: 20 114 Sędziowie: Joe Crawford, Mike Callahan, Scott Foster | ESPN |
| 9 czerwca 20:30 | Raport | Rezultaty w kwartach: 27-23, 26-23, 20-27, 15-28          |                                    |                                                               |  | American Airlines Arena, Miami, Floryda Widownia: 20 114 Sędziowie: Joe Crawford, Mike Callahan, Scott Foster | ESPN |
| 9 czerwca 20:30 | Raport | Pkt: Rajon Rondo 22 Zb: Rajon Rondo 10 As: Rajon Rondo 14 |                                    | Pkt: LeBron James 31 Zb: LeBron James 12 As: Mario Chalmers 7 |  | American Airlines Arena, Miami, Floryda Widownia: 20 114 Sędziowie: Joe Crawford, Mike Callahan, Scott Foster | ESPN |
| 9 czerwca 20:30 | Raport | Miami wygrywa serię 4-3                                   |                                    |                                                               |  | American Airlines Arena, Miami, Floryda Widownia: 20 114 Sędziowie: Joe Crawford, Mike Callahan, Scott Foster | ESPN |

Wyniki w sezonie zasadniczym
| 27 grudnia 2011 | Raport | Boston Celtics 107 – 115 Miami Heat | Boston Celtics 107 – 115 Miami Heat | Boston Celtics 107 – 115 Miami Heat |  | American Airlines Arena, Miami, Floryda |

| 1 kwietnia 2012 | Raport | Miami Heat 72 – 91 Boston Celtics | Miami Heat 72 – 91 Boston Celtics | Miami Heat 72 – 91 Boston Celtics |  | TD Garden, Boston, Massachusetts |

| 10 kwietnia 2012 | Raport | Boston Celtics 115 – 107 Miami Heat | Boston Celtics 115 – 107 Miami Heat | Boston Celtics 115 – 107 Miami Heat |  | American Airlines Arena, Miami, Floryda |

| 24 kwietnia 2012 | Raport | Miami Heat 66 – 78 Boston Celtics | Miami Heat 66 – 78 Boston Celtics | Miami Heat 66 – 78 Boston Celtics |  | TD Garden, Boston, Massachusetts |

Ostatnie spotkanie w Playoff: Półfinał Konferencji Wschodniej 2011 (Miami zwyciężyli 4-1).

## Konferencja Zachodnia

### Pierwsza runda

#### (1) San Antonio Spurs vs. (8) Utah Jazz
| 29 kwietnia 13:00 | Raport | Utah Jazz 91 – 106 San Antonio Spurs                               | Utah Jazz 91 – 106 San Antonio Spurs | Utah Jazz 91 – 106 San Antonio Spurs                    |  | AT&T Center, San Antonio, Teksas Widownia: 18 581 Sędziowie: Monty McCutchen, Rodney Mott, Dick Bavetta | ESPN |
| 29 kwietnia 13:00 | Raport | Rezultaty w kwartach: 22-28, 25-26, 23-31, 21-21                   |                                      |                                                         |  | AT&T Center, San Antonio, Teksas Widownia: 18 581 Sędziowie: Monty McCutchen, Rodney Mott, Dick Bavetta | ESPN |
| 29 kwietnia 13:00 | Raport | Pkt: Paul Millsap 20 Zb: Jefferson, Millsap 9 As: Jamaal Tinsley 5 |                                      | Pkt: Tony Parker 28 Zb: Tim Duncan 11 As: Tony Parker 8 |  | AT&T Center, San Antonio, Teksas Widownia: 18 581 Sędziowie: Monty McCutchen, Rodney Mott, Dick Bavetta | ESPN |

| 2 maja 19:00 | Raport | Utah Jazz 83 – 114 San Antonio Spurs                              | Utah Jazz 83 – 114 San Antonio Spurs | Utah Jazz 83 – 114 San Antonio Spurs                    |  | AT&T Center, San Antonio, Teksas Widownia: 18 581 Sędziowie: Derrick Stafford, Tony Brown, Bill Kennedy | TNT |
| 2 maja 19:00 | Raport | Rezultaty w kwartach: 17-28, 11-25, 25-34, 30-27                  |                                      |                                                         |  | AT&T Center, San Antonio, Teksas Widownia: 18 581 Sędziowie: Derrick Stafford, Tony Brown, Bill Kennedy | TNT |
| 2 maja 19:00 | Raport | Pkt: Howard, Jefferson 10 Zb: Enes Kanter 10 As: Gordon Hayward 4 |                                      | Pkt: Tony Parker 18 Zb: Tim Duncan 13 As: Tony Parker 9 |  | AT&T Center, San Antonio, Teksas Widownia: 18 581 Sędziowie: Derrick Stafford, Tony Brown, Bill Kennedy | TNT |

| 5 maja 22:00 | Raport | San Antonio Spurs 102 – 90 Utah Jazz                         | San Antonio Spurs 102 – 90 Utah Jazz | San Antonio Spurs 102 – 90 Utah Jazz                                              |  | EnergySolutions Arena, Salt Lake City, Utah Widownia: 19 911 Sędziowie: Ken Mauer, James Capers, Leon Wood | TNT |
| 5 maja 22:00 | Raport | Rezultaty w kwartach: 30-28, 22-22, 23-18, 27-22             |                                      |                                                                                   |  | EnergySolutions Arena, Salt Lake City, Utah Widownia: 19 911 Sędziowie: Ken Mauer, James Capers, Leon Wood | TNT |
| 5 maja 22:00 | Raport | Pkt: Tony Parker 27 Zb: Tiago Splitter 8 As: Manu Ginobli 10 |                                      | Pkt: Harris, Jefferson 21 Zb: Favors, Jefferson, Millsap 11 As: Harris, Hayward 5 |  | EnergySolutions Arena, Salt Lake City, Utah Widownia: 19 911 Sędziowie: Ken Mauer, James Capers, Leon Wood | TNT |

| 7 maja 20:00 | Raport | San Antonio Spurs 87 – 81 Utah Jazz                           | San Antonio Spurs 87 – 81 Utah Jazz | San Antonio Spurs 87 – 81 Utah Jazz                         |  | EnergySolutions Arena, Salt Lake City, Utah Widownia: 19 911 Sędziowie: Scott Foster, Jason Phillips, John Goble | TNT |
| 7 maja 20:00 | Raport | Rezultaty w kwartach: 22-19, 28-23, 18-16, 19-23              |                                     |                                                             |  | EnergySolutions Arena, Salt Lake City, Utah Widownia: 19 911 Sędziowie: Scott Foster, Jason Phillips, John Goble | TNT |
| 7 maja 20:00 | Raport | Pkt: Manu Ginóbili 17 Zb: Stephen Jackson 6 As: Tony Parker 3 |                                     | Pkt: Al Jefferson 26 Zb: Paul Millsap 19 As: Devin Harris 7 |  | EnergySolutions Arena, Salt Lake City, Utah Widownia: 19 911 Sędziowie: Scott Foster, Jason Phillips, John Goble | TNT |
| 7 maja 20:00 | Raport | San Antonio wygrywa serię 4-0                                 |                                     |                                                             |  | EnergySolutions Arena, Salt Lake City, Utah Widownia: 19 911 Sędziowie: Scott Foster, Jason Phillips, John Goble | TNT |

Wyniki w sezonie zasadniczym
| 31 grudnia 2011 | Raport | Utah Jazz 89 – 104 San Antonio Spurs | Utah Jazz 89 – 104 San Antonio Spurs | Utah Jazz 89 – 104 San Antonio Spurs |  | AT&T Center, San Antonio, Teksas |

| 20 lutego 2012 | Raport | San Antonio Spurs 106 – 102 Utah Jazz | San Antonio Spurs 106 – 102 Utah Jazz | San Antonio Spurs 106 – 102 Utah Jazz |  | EnergySolutions Arena, Salt Lake City, Utah |

| 8 kwietnia 2012 | Raport | Utah Jazz 104 – 114 San Antonio Spurs | Utah Jazz 104 – 114 San Antonio Spurs | Utah Jazz 104 – 114 San Antonio Spurs |  | AT&T Center, San Antonio, Teksas |

| 9 kwietnia 2012 | Raport | San Antonio Spurs 84 – 91 Utah Jazz | San Antonio Spurs 84 – 91 Utah Jazz | San Antonio Spurs 84 – 91 Utah Jazz |  | EnergySolutions Arena, Salt Lake City, Utah |

Ostatnie spotkanie w Playoff: Finał Konferencji Zachodniej 2007 (San Antonio zwyciężyli 4-1).

#### (2) Oklahoma City Thunder vs. (7) Dallas Mavericks
| 28 kwietnia 21:30 | Raport | Dallas Mavericks 98 – 99 Oklahoma City Thunder             | Dallas Mavericks 98 – 99 Oklahoma City Thunder | Dallas Mavericks 98 – 99 Oklahoma City Thunder                           |  | Chesapeake Energy Arena, Oklahoma City, Oklahoma Widownia: 18 203 Sędziowie: Joe Crawford, David Guthrie, Tony Brothers | ESPN |
| 28 kwietnia 21:30 | Raport | Rezultaty w kwartach: 26-22, 25-26, 22-21, 25-30           |                                                |                                                                          |  | Chesapeake Energy Arena, Oklahoma City, Oklahoma Widownia: 18 203 Sędziowie: Joe Crawford, David Guthrie, Tony Brothers | ESPN |
| 28 kwietnia 21:30 | Raport | Pkt: Dirk Nowitzki 25 Zb: Shawn Marion 8 As: Kidd, Terry 5 |                                                | Pkt: Russell Westbrook 28 Zb: Kendrick Perkins 8 As: Russell Westbrook 5 |  | Chesapeake Energy Arena, Oklahoma City, Oklahoma Widownia: 18 203 Sędziowie: Joe Crawford, David Guthrie, Tony Brothers | ESPN |

| 30 kwietnia 21:30 | Raport | Dallas Mavericks 99 – 102 Oklahoma City Thunder           | Dallas Mavericks 99 – 102 Oklahoma City Thunder | Dallas Mavericks 99 – 102 Oklahoma City Thunder                  |  | Chesapeake Energy Arena, Oklahoma City, Oklahoma Widownia: 18 203 Sędziowie: Ken Mauer, James Capers, Zach Zarba | TNT |
| 30 kwietnia 21:30 | Raport | Rezultaty w kwartach: 24-32, 26-25, 27-22, 22-23          |                                                 |                                                                  |  | Chesapeake Energy Arena, Oklahoma City, Oklahoma Widownia: 18 203 Sędziowie: Ken Mauer, James Capers, Zach Zarba | TNT |
| 30 kwietnia 21:30 | Raport | Pkt: Dirk Nowitzki 31 Zb: Shawn Marion 8 As: Jason Kidd 7 |                                                 | Pkt: Russell Westbrook 29 Zb: Kevin Durant 10 As: James Harden 5 |  | Chesapeake Energy Arena, Oklahoma City, Oklahoma Widownia: 18 203 Sędziowie: Ken Mauer, James Capers, Zach Zarba | TNT |

| 3 maja 21:30 | Raport | Oklahoma City Thunder 95 – 79 Dallas Mavericks             | Oklahoma City Thunder 95 – 79 Dallas Mavericks | Oklahoma City Thunder 95 – 79 Dallas Mavericks              |  | American Airlines Center, Dallas, Teksas Widownia: 20 640 Sędziowie: Greg Willard, Marc Davis, David Jones | TNT |
| 3 maja 21:30 | Raport | Rezultaty w kwartach: 32–26, 18–15, 25–16, 20–22           |                                                |                                                             |  | American Airlines Center, Dallas, Teksas Widownia: 20 640 Sędziowie: Greg Willard, Marc Davis, David Jones | TNT |
| 3 maja 21:30 | Raport | Pkt: Kevin Durant 31 Zb: Serge Ibaka 11 As: Kevin Durant 6 |                                                | Pkt: Dirk Nowitzki 17 Zb: Shawn Marion 10 As: Jason Terry 6 |  | American Airlines Center, Dallas, Teksas Widownia: 20 640 Sędziowie: Greg Willard, Marc Davis, David Jones | TNT |

| 5 maja 19:30 | Raport | Oklahoma City Thunder 103 – 97 Dallas Mavericks                | Oklahoma City Thunder 103 – 97 Dallas Mavericks | Oklahoma City Thunder 103 – 97 Dallas Mavericks           |  | American Airlines Center, Dallas, Teksas Widownia: 20 533 Sędziowie: Scott Foster, Bill Spooner, Sean Wright | TNT |
| 5 maja 19:30 | Raport | Rezultaty w kwartach: 26–24, 21–23, 21–34, 35-16               |                                                 |                                                           |  | American Airlines Center, Dallas, Teksas Widownia: 20 533 Sędziowie: Scott Foster, Bill Spooner, Sean Wright | TNT |
| 5 maja 19:30 | Raport | Pkt: James Harden 29 Zb: Kevin Durant 11 As: Russell Westbrook |                                                 | Pkt: Dirk Nowitzki 34 Zb: Vince Carter 8 As: Jason Kidd 8 |  | American Airlines Center, Dallas, Teksas Widownia: 20 533 Sędziowie: Scott Foster, Bill Spooner, Sean Wright | TNT |
| 5 maja 19:30 | Raport | Oklahoma City wygrywa serię 4-0                                |                                                 |                                                           |  | American Airlines Center, Dallas, Teksas Widownia: 20 533 Sędziowie: Scott Foster, Bill Spooner, Sean Wright | TNT |

Wyniki w sezonie zasadniczym
| 29 grudnia 2011 | Raport | Dallas Mavericks 102 – 104 Oklahoma City Thunder | Dallas Mavericks 102 – 104 Oklahoma City Thunder | Dallas Mavericks 102 – 104 Oklahoma City Thunder |  | Chesapeake Energy Arena, Oklahoma City, Oklahoma |

| 2 stycznia 2012 | Raport | Oklahoma City Thunder 87 – 100 Dallas Mavericks | Oklahoma City Thunder 87 – 100 Dallas Mavericks | Oklahoma City Thunder 87 – 100 Dallas Mavericks |  | American Airlines Center, Dallas, Teksas |

| 1 lutego 2012 | Raport | Oklahoma City Thunder 95 – 86 Dallas Mavericks | Oklahoma City Thunder 95 – 86 Dallas Mavericks | Oklahoma City Thunder 95 – 86 Dallas Mavericks |  | American Airlines Center, Dallas, Teksas |

| 5 marca 2012 | Raport | Dallas Mavericks 91 – 95 Oklahoma City Thunder | Dallas Mavericks 91 – 95 Oklahoma City Thunder | Dallas Mavericks 91 – 95 Oklahoma City Thunder |  | Chesapeake Energy Arena, Oklahoma City, Oklahoma |

Ostatnie spotkanie w Playoff: Finał Konferencji Zachodniej 2011 (Dallas zwyciężyli 4-1).

#### (3) Los Angeles Lakers vs. (6) Denver Nuggets
| 29 kwietnia 15:30 | Raport | Denver Nuggets 88 – 103 Los Angeles Lakers                       | Denver Nuggets 88 – 103 Los Angeles Lakers | Denver Nuggets 88 – 103 Los Angeles Lakers                                   |  | Staples Center, Los Angeles, Kalifornia Widownia: 18 997 Sędziowie: Scott Foster, Ron Garretson, Derrick Collins | ABC |
| 29 kwietnia 15:30 | Raport | Rezultaty w kwartach: 14-27, 26-23, 24-27, 24-26                 |                                            |                                                                              |  | Staples Center, Los Angeles, Kalifornia Widownia: 18 997 Sędziowie: Scott Foster, Ron Garretson, Derrick Collins | ABC |
| 29 kwietnia 15:30 | Raport | Pkt: Danilo Gallinari 19 Zb: Miller, Faried 8 As: Andre Miller 7 |                                            | Pkt: Kobe Bryant 31 Zb: Andrew Bynum 13 As: Pau Gasol 8 Blk: Andrew Bynum 10 |  | Staples Center, Los Angeles, Kalifornia Widownia: 18 997 Sędziowie: Scott Foster, Ron Garretson, Derrick Collins | ABC |

| 1 maja 22:30 | Raport | Denver Nuggets 100 – 104 Los Angeles Lakers                | Denver Nuggets 100 – 104 Los Angeles Lakers | Denver Nuggets 100 – 104 Los Angeles Lakers            |  | Staples Center, Los Angeles, Kalifornia Widownia: 18 997 Sędziowie: Monty McCutchen, Pat Fraher, Tom Washington | TNT |
| 1 maja 22:30 | Raport | Rezultaty w kwartach: 25-32, 23-23, 26-26, 26-23           |                                             |                                                        |  | Staples Center, Los Angeles, Kalifornia Widownia: 18 997 Sędziowie: Monty McCutchen, Pat Fraher, Tom Washington | TNT |
| 1 maja 22:30 | Raport | Pkt: Ty Lawson 25 Zb: Kenneth Faried 10 As: Andre Miller 8 |                                             | Pkt: Kobe Bryant 38 Zb: Hill, Gasol 10 As: Pau Gasol 5 |  | Staples Center, Los Angeles, Kalifornia Widownia: 18 997 Sędziowie: Monty McCutchen, Pat Fraher, Tom Washington | TNT |

| 4 maja 22:30 | Raport | Los Angeles Lakers 84 – 99 Denver Nuggets                      | Los Angeles Lakers 84 – 99 Denver Nuggets | Los Angeles Lakers 84 – 99 Denver Nuggets              |  | Pepsi Center, Denver, Kolorado Widownia: 19 155 Sędziowie: Dan Crawford, Jason Phillips, Michael Smith | ESPN |
| 4 maja 22:30 | Raport | Rezultaty w kwartach: 14–30, 25–25, 26–17, 19–27               |                                           |                                                        |  | Pepsi Center, Denver, Kolorado Widownia: 19 155 Sędziowie: Dan Crawford, Jason Phillips, Michael Smith | ESPN |
| 4 maja 22:30 | Raport | Pkt: Kobe Bryant 22 Zb: Andrew Bynum 12 As: Bryant, Sessions 6 |                                           | Pkt: Ty Lawson 25 Zb: Faried, McGee 15 As: Ty Lawson 7 |  | Pepsi Center, Denver, Kolorado Widownia: 19 155 Sędziowie: Dan Crawford, Jason Phillips, Michael Smith | ESPN |

| 6 maja 21:30 | Raport | Los Angeles Lakers 92 – 88 Denver Nuggets                  | Los Angeles Lakers 92 – 88 Denver Nuggets | Los Angeles Lakers 92 – 88 Denver Nuggets                     |  | Pepsi Center, Denver, Kolorado Widownia: 19 155 Sędziowie: Greg Willard, David Jones, Bill Kennedy | TNT |
| 6 maja 21:30 | Raport | Rezultaty w kwartach: 26–28, 19–23, 25–20, 22–17           |                                           |                                                               |  | Pepsi Center, Denver, Kolorado Widownia: 19 155 Sędziowie: Greg Willard, David Jones, Bill Kennedy | TNT |
| 6 maja 21:30 | Raport | Pkt: Kobe Bryant 22 Zb: Jordan Hill 11 As: Bryant, Gasol 6 |                                           | Pkt: Danilo Gallinari 20 Zb: Faried, Miller 7 As: Ty Lawson 6 |  | Pepsi Center, Denver, Kolorado Widownia: 19 155 Sędziowie: Greg Willard, David Jones, Bill Kennedy | TNT |

| 8 maja 22:30 | Raport | Denver Nuggets 102 – 99 Los Angeles Lakers                    | Denver Nuggets 102 – 99 Los Angeles Lakers | Denver Nuggets 102 – 99 Los Angeles Lakers                   |  | Staples Center, Los Angeles, Kalifornia Widownia: 18 997 Sędziowie: Tony Brothers, Joe Crawford, Zach Zarba | TNT |
| 8 maja 22:30 | Raport | Rezultaty w kwartach: 26-23, 23-20, 27-22, 26-34              |                                            |                                                              |  | Staples Center, Los Angeles, Kalifornia Widownia: 18 997 Sędziowie: Tony Brothers, Joe Crawford, Zach Zarba | TNT |
| 8 maja 22:30 | Raport | Pkt: Andre Miller 24 Zb: JaVale McGee 14 As: Lawson, Miller 8 |                                            | Pkt: Kobe Bryant 43 Zb: Andrew Bynum 11 As: Ramon Sessions 6 |  | Staples Center, Los Angeles, Kalifornia Widownia: 18 997 Sędziowie: Tony Brothers, Joe Crawford, Zach Zarba | TNT |

| 10 maja 22:30 | Raport | Los Angeles Lakers 96 – 113 Denver Nuggets                | Los Angeles Lakers 96 – 113 Denver Nuggets | Los Angeles Lakers 96 – 113 Denver Nuggets                       |  | Pepsi Center, Denver, Kolorado Widownia: 19 770 Sędziowie: Ken Mauer, Ed Malloy, Rodney Mott | TNT |
| 10 maja 22:30 | Raport | Rezultaty w kwartach: 20-30, 25-24, 23-36, 28-23          |                                            |                                                                  |  | Pepsi Center, Denver, Kolorado Widownia: 19 770 Sędziowie: Ken Mauer, Ed Malloy, Rodney Mott | TNT |
| 10 maja 22:30 | Raport | Pkt: Kobe Bryant 31 Zb: Andrew Bynum 16 As: Kobe Bryant 4 |                                            | Pkt: Ty Lawson 32 Zb: Kenneth Faried 11 As: Afflalo, Gallinari 7 |  | Pepsi Center, Denver, Kolorado Widownia: 19 770 Sędziowie: Ken Mauer, Ed Malloy, Rodney Mott | TNT |

| 12 maja 22:30 | Raport | Denver Nuggets 87 – 96 Los Angeles Lakers                            | Denver Nuggets 87 – 96 Los Angeles Lakers | Denver Nuggets 87 – 96 Los Angeles Lakers               |  | Staples Center, Los Angeles, Kalifornia Widownia: 18 997 Sędziowie: Derrick Stafford, Mike Callahan, Bill Spooner | TNT |
| 12 maja 22:30 | Raport | Rezultaty w kwartach: 24-25, 18-23, 26-21, 19-27                     |                                           |                                                         |  | Staples Center, Los Angeles, Kalifornia Widownia: 18 997 Sędziowie: Derrick Stafford, Mike Callahan, Bill Spooner | TNT |
| 12 maja 22:30 | Raport | Pkt: Harrington, Lawson po 24 Zb: JaVale McGee 14 As: Andre Miller 8 |                                           | Pkt: Pau Gasol 23 Zb: Andrew Bynum 18 As: Kobe Bryant 8 |  | Staples Center, Los Angeles, Kalifornia Widownia: 18 997 Sędziowie: Derrick Stafford, Mike Callahan, Bill Spooner | TNT |
| 12 maja 22:30 | Raport | L.A. Lakers wygrywa serię 4-3                                        |                                           |                                                         |  | Staples Center, Los Angeles, Kalifornia Widownia: 18 997 Sędziowie: Derrick Stafford, Mike Callahan, Bill Spooner | TNT |

Wyniki w sezonie zasadniczym
| 31 grudnia 2011 | Raport | Denver Nuggets 89 – 92 Los Angeles Lakers | Denver Nuggets 89 – 92 Los Angeles Lakers | Denver Nuggets 89 – 92 Los Angeles Lakers |  | Staples Center, Los Angeles, Kalifornia |

| 1 stycznia 2012 | Raport | Los Angeles Lakers 90 – 99 Denver Nuggets | Los Angeles Lakers 90 – 99 Denver Nuggets | Los Angeles Lakers 90 – 99 Denver Nuggets |  | Pepsi Center, Denver, Kolorado |

| 3 lutego 2012 | Raport | Los Angeles Lakers 93 – 89 Denver Nuggets | Los Angeles Lakers 93 – 89 Denver Nuggets | Los Angeles Lakers 93 – 89 Denver Nuggets |  | Pepsi Center, Denver, Kolorado |

| 13 kwietnia 2012 | Raport | Denver Nuggets 97 – 103 Los Angeles Lakers | Denver Nuggets 97 – 103 Los Angeles Lakers | Denver Nuggets 97 – 103 Los Angeles Lakers |  | Staples Center, Los Angeles, Kalifornia |

Ostatnie spotkanie w Playoff: Finał Konferencji Zachdoniej 2009 (Los Angeles Lakers zwyciężyli 4-2).

#### (4) Memphis Grizzlies vs. (5) Los Angeles Clippers
| 29 kwietnia 21:30 | Raport | Los Angeles Clippers 99 – 98 Memphis Grizzlies           | Los Angeles Clippers 99 – 98 Memphis Grizzlies | Los Angeles Clippers 99 – 98 Memphis Grizzlies             |  | FedEx Forum, Memphis, Tennessee Widownia: 18 119 Sędziowie: Greg Willard, Eric Lewis, Tom Washington | TNT |
| 29 kwietnia 21:30 | Raport | Rezultaty w kwartach: 16-34, 23-24, 25-27, 35-13         |                                                |                                                            |  | FedEx Forum, Memphis, Tennessee Widownia: 18 119 Sędziowie: Greg Willard, Eric Lewis, Tom Washington | TNT |
| 29 kwietnia 21:30 | Raport | Pkt: Nick Young 19 Zb: Reggie Evans 13 As: Chris Paul 11 |                                                | Pkt: Rudy Gay 19 Zb: Marreese Speights 9 As: Mike Conley 8 |  | FedEx Forum, Memphis, Tennessee Widownia: 18 119 Sędziowie: Greg Willard, Eric Lewis, Tom Washington | TNT |

| 2 maja 21:30 | Raport | Los Angeles Clippers 98 – 105 Memphis Grizzlies         | Los Angeles Clippers 98 – 105 Memphis Grizzlies | Los Angeles Clippers 98 – 105 Memphis Grizzlies        |  | FedEx Forum, Memphis, Tennessee Widownia: 18 119 Sędziowie: Ken Mauer, Ron Garretson, Sean Wright | TNT |
| 2 maja 21:30 | Raport | Rezultaty w kwartach: 26-23, 21-28, 22-24, 29-30        |                                                 |                                                        |  | FedEx Forum, Memphis, Tennessee Widownia: 18 119 Sędziowie: Ken Mauer, Ron Garretson, Sean Wright | TNT |
| 2 maja 21:30 | Raport | Pkt: Chris Paul 29 Zb: Blake Griffin 9 As: Chris Paul 6 |                                                 | Pkt: Rudy Gay 21 Zb: Zach Randolph 8 As: Mike Conley 6 |  | FedEx Forum, Memphis, Tennessee Widownia: 18 119 Sędziowie: Ken Mauer, Ron Garretson, Sean Wright | TNT |

| 5 maja 16:30 | Raport | Memphis Grizzlies 86 – 87 Los Angeles Clippers       | Memphis Grizzlies 86 – 87 Los Angeles Clippers | Memphis Grizzlies 86 – 87 Los Angeles Clippers           |  | Staples Center, Los Angeles, Kalifornia Widownia: 19 060 Sędziowie: Derrick Stafford, John Goble, Rodney Mott | ESPN |
| 5 maja 16:30 | Raport | Rezultaty w kwartach: 22–23, 24–27, 25–14, 15–23     |                                                |                                                          |  | Staples Center, Los Angeles, Kalifornia Widownia: 19 060 Sędziowie: Derrick Stafford, John Goble, Rodney Mott | ESPN |
| 5 maja 16:30 | Raport | Pkt: Rudy Gay 24 Zb: Marc Gasol 10 As: Mike Conley 8 |                                                | Pkt: Chris Paul 24 Zb: Reggie Evans 11 As: Chris Paul 11 |  | Staples Center, Los Angeles, Kalifornia Widownia: 19 060 Sędziowie: Derrick Stafford, John Goble, Rodney Mott | ESPN |

| 7 maja 22:30 | Raport | Memphis Grizzlies 97 – 101 Los Angeles Clippers            | Memphis Grizzlies 97 – 101 Los Angeles Clippers | Memphis Grizzlies 97 – 101 Los Angeles Clippers            | OT | Staples Center, Los Angeles, Kalifornia Widownia: 19 167 Sędziowie: Mike Callahan, James Capers, Scott Wall, Bennie Adams | TNT |
| 7 maja 22:30 | Raport | Rezultaty w kwartach: 26-32, 19-19, 19-18, 23-18 OT: 10-14 |                                                 |                                                            | OT | Staples Center, Los Angeles, Kalifornia Widownia: 19 167 Sędziowie: Mike Callahan, James Capers, Scott Wall, Bennie Adams | TNT |
| 7 maja 22:30 | Raport | Pkt: Mike Conley 25 Zb: Zach Randolph 9 As: Mike Conley 8  |                                                 | Pkt: Blake Griffin 30 Zb: Chris Paul 9 As: Griffin, Paul 7 | OT | Staples Center, Los Angeles, Kalifornia Widownia: 19 167 Sędziowie: Mike Callahan, James Capers, Scott Wall, Bennie Adams | TNT |

| 9 maja 21:30 | Raport | Los Angeles Clippers 80 – 92 Memphis Grizzlies                 | Los Angeles Clippers 80 – 92 Memphis Grizzlies | Los Angeles Clippers 80 – 92 Memphis Grizzlies            |  | FedEx Forum, Memphis, Tennessee Widownia: 18 119 Sędziowie: Bill Spooner, Scott Foster, Gary Zielinski | TNT |
| 9 maja 21:30 | Raport | Rezultaty w kwartach: 22-36, 20-21, 23-20, 15-15               |                                                |                                                           |  | FedEx Forum, Memphis, Tennessee Widownia: 18 119 Sędziowie: Bill Spooner, Scott Foster, Gary Zielinski | TNT |
| 9 maja 21:30 | Raport | Pkt: Maurice Williams 20 Zb: Blake Griffin 11 As: Chris Paul 4 |                                                | Pkt: Marc Gasol 23 Zb: Zach Randolph 10 As: Mike Conley 6 |  | FedEx Forum, Memphis, Tennessee Widownia: 18 119 Sędziowie: Bill Spooner, Scott Foster, Gary Zielinski | TNT |

| 11 maja 21:00 | Raport | Memphis Grizzlies 90 – 88 Los Angeles Clippers            | Memphis Grizzlies 90 – 88 Los Angeles Clippers | Memphis Grizzlies 90 – 88 Los Angeles Clippers             |  | Staples Center, Los Angeles, Kalifornia Widownia: 19 060 Sędziowie: Dan Crawford, Marc Davis, Jason Phillips | ESPN |
| 11 maja 21:00 | Raport | Rezultaty w kwartach: 25-16, 17-22, 24-28, 24-22          |                                                |                                                            |  | Staples Center, Los Angeles, Kalifornia Widownia: 19 060 Sędziowie: Dan Crawford, Marc Davis, Jason Phillips | ESPN |
| 11 maja 21:00 | Raport | Pkt: Marc Gasol 23 Zb: Zach Randolph 16 As: Mike Conley 9 |                                                | Pkt: Blake Griffin 17 Zb: Reggie Evans 10 As: Chris Paul 7 |  | Staples Center, Los Angeles, Kalifornia Widownia: 19 060 Sędziowie: Dan Crawford, Marc Davis, Jason Phillips | ESPN |

| 13 maja 13:00 | Raport | Los Angeles Clippers 82 – 72 Memphis Grizzlies           | Los Angeles Clippers 82 – 72 Memphis Grizzlies | Los Angeles Clippers 82 – 72 Memphis Grizzlies            |  | FedEx Forum, Memphis, Tennessee Widownia: 18 119 Sędziowie: Joe Crawford, Monty McCutchen, Bill Kennedy | ABC |
| 13 maja 13:00 | Raport | Rezultaty w kwartach: 16-13, 23-25, 16-18, 27-16         |                                                |                                                           |  | FedEx Forum, Memphis, Tennessee Widownia: 18 119 Sędziowie: Joe Crawford, Monty McCutchen, Bill Kennedy | ABC |
| 13 maja 13:00 | Raport | Pkt: Chris Paul 19 Zb: Kenyon Martin 10 As: Chris Paul 4 |                                                | Pkt: Gasol, Gay 19 Zb: Zach Randolph 12 As: Mike Conley 5 |  | FedEx Forum, Memphis, Tennessee Widownia: 18 119 Sędziowie: Joe Crawford, Monty McCutchen, Bill Kennedy | ABC |
| 13 maja 13:00 | Raport | L.A. Clippers wygrywa serię 4-3                          |                                                |                                                           |  | FedEx Forum, Memphis, Tennessee Widownia: 18 119 Sędziowie: Joe Crawford, Monty McCutchen, Bill Kennedy | ABC |

Wyniki w sezonie zasadniczym
| 26 stycznia 2012 | Raport | Memphis Grizzlies 91 – 98 Los Angeles Clippers | Memphis Grizzlies 91 – 98 Los Angeles Clippers | Memphis Grizzlies 91 – 98 Los Angeles Clippers |  | Staples Center, Los Angeles, Kalifornia |

| 24 marca 2012 | Raport | Memphis Grizzlies 85 – 101 Los Angeles Clippers | Memphis Grizzlies 85 – 101 Los Angeles Clippers | Memphis Grizzlies 85 – 101 Los Angeles Clippers |  | Staples Center, Los Angeles, Kalifornia |

| 9 kwietnia 2012 | Raport | Los Angeles Clippers 85 – 94 Memphis Grizzlies | Los Angeles Clippers 85 – 94 Memphis Grizzlies | Los Angeles Clippers 85 – 94 Memphis Grizzlies |  | FedEx Forum, Memphis, Tennessee |

Ostatnie spotkanie w Playoff: Pierwsze spotkanie pomiędzy Clippers i Grizzlies.

### Półfinały Konferencji

#### (1) San Antonio Spurs vs. (5) Los Angeles Clippers
| 15 maja 21:30 | Raport | Los Angeles Clippers 92 – 108 San Antonio Spurs              | Los Angeles Clippers 92 – 108 San Antonio Spurs | Los Angeles Clippers 92 – 108 San Antonio Spurs         |  | AT&T Center, San Antonio, Teksas Widownia: 18 581 Sędziowie: Scott Foster, Derrick Collins, Ron Garretson | TNT |
| 15 maja 21:30 | Raport | Rezultaty w kwartach: 29–29, 20–28, 23–30, 20–21             |                                                 |                                                         |  | AT&T Center, San Antonio, Teksas Widownia: 18 581 Sędziowie: Scott Foster, Derrick Collins, Ron Garretson | TNT |
| 15 maja 21:30 | Raport | Pkt: Eric Bledsoe 23 Zb: Griffin, Jordan 9 As: Chris Paul 10 |                                                 | Pkt: Tim Duncan 26 Zb: Boris Diaw 12 As: Tony Parker 11 |  | AT&T Center, San Antonio, Teksas Widownia: 18 581 Sędziowie: Scott Foster, Derrick Collins, Ron Garretson | TNT |

| 17 maja 21:30 | Raport | Los Angeles Clippers 88 – 105 San Antonio Spurs             | Los Angeles Clippers 88 – 105 San Antonio Spurs | Los Angeles Clippers 88 – 105 San Antonio Spurs                 |  | AT&T Center, San Antonio, Teksas Widownia: 18 581 Sędziowie: Ken Mauer, Ed Malloy, Leon Wood | ESPN |
| 17 maja 21:30 | Raport | Rezultaty w kwartach: 21-29, 21-17, 25-32, 21-27            |                                                 |                                                                 |  | AT&T Center, San Antonio, Teksas Widownia: 18 581 Sędziowie: Ken Mauer, Ed Malloy, Leon Wood | ESPN |
| 17 maja 21:30 | Raport | Pkt: Blake Griffin 20 Zb: DeAndre Jordan 7 As: Chris Paul 5 |                                                 | Pkt: Tony Parker 22 Zb: Parker, Duncan 5 As: Parker, Ginóbili 5 |  | AT&T Center, San Antonio, Teksas Widownia: 18 581 Sędziowie: Ken Mauer, Ed Malloy, Leon Wood | ESPN |

| 19 maja 15:30 | Raport | San Antonio Spurs 96 – 86 Los Angeles Clippers           | San Antonio Spurs 96 – 86 Los Angeles Clippers | San Antonio Spurs 96 – 86 Los Angeles Clippers               |  | Staples Center, Los Angeles, Kalifornia Widownia: 19 060 Sędziowie: Derrick Stafford, Tony Brothers, Tom Washington | ABC |
| 19 maja 15:30 | Raport | Rezultaty w kwartach: 11-33, 32-20, 26-8, 27-25          |                                                |                                                              |  | Staples Center, Los Angeles, Kalifornia Widownia: 19 060 Sędziowie: Derrick Stafford, Tony Brothers, Tom Washington | ABC |
| 19 maja 15:30 | Raport | Pkt: Tony Parker 23 Zb: Tim Duncan 13 As: Tony Parker 10 |                                                | Pkt: Blake Griffin 28 Zb: Blake Griffin 16 As: Chris Paul 11 |  | Staples Center, Los Angeles, Kalifornia Widownia: 19 060 Sędziowie: Derrick Stafford, Tony Brothers, Tom Washington | ABC |

| 20 maja 22:30 | Raport | San Antonio Spurs 102 – 99 Los Angeles Clippers       | San Antonio Spurs 102 – 99 Los Angeles Clippers | San Antonio Spurs 102 – 99 Los Angeles Clippers           |  | Staples Center, Los Angeles, Kalifornia Sędziowie: Joe Crawford, James Capers, Bill Spooner | TNT |
| 20 maja 22:30 | Raport | Rezultaty w kwartach: 26-21, 25-26, 23-28, 28-24      |                                                 |                                                           |  | Staples Center, Los Angeles, Kalifornia Sędziowie: Joe Crawford, James Capers, Bill Spooner | TNT |
| 20 maja 22:30 | Raport | Pkt: Tim Duncan 21 Zb: Tim Duncan 9 As: Tony Parker 5 |                                                 | Pkt: Chris Paul 23 Zb: DeAndre Jordan 8 As: Chris Paul 11 |  | Staples Center, Los Angeles, Kalifornia Sędziowie: Joe Crawford, James Capers, Bill Spooner | TNT |
| 20 maja 22:30 | Raport | San Antonio wygrywa serię 4-0                         |                                                 |                                                           |  | Staples Center, Los Angeles, Kalifornia Sędziowie: Joe Crawford, James Capers, Bill Spooner | TNT |

Wyniki w sezonie zasadniczym
| 28 grudnia 2011 | Raport | Los Angeles Clippers 90 – 115 San Antonio Spurs | Los Angeles Clippers 90 – 115 San Antonio Spurs | Los Angeles Clippers 90 – 115 San Antonio Spurs |  | AT&T Center, San Antonio, Teksas |

| 18 lutego 2012 | Raport | San Antonio Spurs 103 – 100 Los Angeles Clippers | San Antonio Spurs 103 – 100 Los Angeles Clippers | San Antonio Spurs 103 – 100 Los Angeles Clippers |  | Staples Center, Los Angeles, Kalifornia |

| 9 marca 2012 | Raport | Los Angeles Clippers 120 – 108 San Antonio Spurs | Los Angeles Clippers 120 – 108 San Antonio Spurs | Los Angeles Clippers 120 – 108 San Antonio Spurs |  | AT&T Center, San Antonio, Teksas |

Ostatnie spotkanie w Playoff: Pierwsze spotkanie pomiędzy Spurs i Clippers

#### (2) Oklahoma City Thunder vs. (3) Los Angeles Lakers
| 14 maja 21:30 | Raport | Los Angeles Lakers 90 – 119 Oklahoma City Thunder           | Los Angeles Lakers 90 – 119 Oklahoma City Thunder | Los Angeles Lakers 90 – 119 Oklahoma City Thunder                    |  | Chesapeake Energy Arena, Oklahoma City, Oklahoma Widownia: 18 203 Sędziowie: Greg Willard, David Guthrie, Tony Brothers | TNT |
| 14 maja 21:30 | Raport | Rezultaty w kwartach: 23-30, 21-29, 24-39, 22-21            |                                                   |                                                                      |  | Chesapeake Energy Arena, Oklahoma City, Oklahoma Widownia: 18 203 Sędziowie: Greg Willard, David Guthrie, Tony Brothers | TNT |
| 14 maja 21:30 | Raport | Pkt: Bryant, Bynum 20 Zb: Andrew Bynum 14 As: Steve Blake 4 |                                                   | Pkt: Russell Westbrook 27 Zb: Kevin Durant 8 As: Russell Westbrook 9 |  | Chesapeake Energy Arena, Oklahoma City, Oklahoma Widownia: 18 203 Sędziowie: Greg Willard, David Guthrie, Tony Brothers | TNT |

| 16 maja 21:30 | Raport | Los Angeles Lakers 75 – 77 Oklahoma City Thunder         | Los Angeles Lakers 75 – 77 Oklahoma City Thunder | Los Angeles Lakers 75 – 77 Oklahoma City Thunder           |  | Chesapeake Energy Arena, Oklahoma City, Oklahoma Widownia: 18 203 Sędziowie: Monty McCutchen, Rodney Mott, Jason Phillips | TNT |
| 16 maja 21:30 | Raport | Rezultaty w kwartach: 22-21, 23-27, 18-12, 12-17         |                                                  |                                                            |  | Chesapeake Energy Arena, Oklahoma City, Oklahoma Widownia: 18 203 Sędziowie: Monty McCutchen, Rodney Mott, Jason Phillips | TNT |
| 16 maja 21:30 | Raport | Pkt: Bryant, Bynum 20 Zb: Pau Gasol 11 As: Kobe Bryant 4 |                                                  | Pkt: Kevin Durant 22 Zb: Kevin Durant 7 As: Kevin Durant 5 |  | Chesapeake Energy Arena, Oklahoma City, Oklahoma Widownia: 18 203 Sędziowie: Monty McCutchen, Rodney Mott, Jason Phillips | TNT |

| 18 maja 22:30 | Raport | Oklahoma City Thunder 96 – 99 Los Angeles Lakers              | Oklahoma City Thunder 96 – 99 Los Angeles Lakers | Oklahoma City Thunder 96 – 99 Los Angeles Lakers            |  | Staples Center, Los Angeles, Kalifornia Widownia: 18 997 Sędziowie: Joe Crawford, Marc Davis, Zach Zarba | ESPN |
| 18 maja 22:30 | Raport | Rezultaty w kwartach: 15-23, 32-27, 23-19, 26-30              |                                                  |                                                             |  | Staples Center, Los Angeles, Kalifornia Widownia: 18 997 Sędziowie: Joe Crawford, Marc Davis, Zach Zarba | ESPN |
| 18 maja 22:30 | Raport | Pkt: Kevin Durant 31 Zb: Serge Ibaka 11 As: Thabo Sefolosha 4 |                                                  | Pkt: Kobe Bryant 36 Zb: Bynum, Gasol 11 As: Bryant, Gasol 6 |  | Staples Center, Los Angeles, Kalifornia Widownia: 18 997 Sędziowie: Joe Crawford, Marc Davis, Zach Zarba | ESPN |

| 19 maja 22:30 | Raport | Oklahoma City Thunder 103 – 100 Los Angeles Lakers                    | Oklahoma City Thunder 103 – 100 Los Angeles Lakers | Oklahoma City Thunder 103 – 100 Los Angeles Lakers            |  | Staples Center, Los Angeles, Kalifornia Widownia: 18 997 Sędziowie: Dan Crawford, Ron Garretson, Ken Mauer | TNT |
| 19 maja 22:30 | Raport | Rezultaty w kwartach: 24-29, 22-27, 25-24, 32-20                      |                                                    |                                                               |  | Staples Center, Los Angeles, Kalifornia Widownia: 18 997 Sędziowie: Dan Crawford, Ron Garretson, Ken Mauer | TNT |
| 19 maja 22:30 | Raport | Pkt: Russell Westbrook 37 Zb: Kevin Durant 13 As: Russell Westbrook 5 |                                                    | Pkt: Kobe Bryant 38 Zb: Andrew Bynum 9 As: Bryant, Sessions 5 |  | Staples Center, Los Angeles, Kalifornia Widownia: 18 997 Sędziowie: Dan Crawford, Ron Garretson, Ken Mauer | TNT |

| 21 maja 21:30 | Raport | Los Angeles Lakers 90 – 106 Oklahoma City Thunder            | Los Angeles Lakers 90 – 106 Oklahoma City Thunder | Los Angeles Lakers 90 – 106 Oklahoma City Thunder                                 |  | Chesapeake Energy Arena, Oklahoma City, Oklahoma Widownia: 18 203 Sędziowie: Scott Foster, John Goble, Tom Washington | TNT |
| 21 maja 21:30 | Raport | Rezultaty w kwartach: 21-26, 30-28, 26-29, 13-23             |                                                   |                                                                                   |  | Chesapeake Energy Arena, Oklahoma City, Oklahoma Widownia: 18 203 Sędziowie: Scott Foster, John Goble, Tom Washington | TNT |
| 21 maja 21:30 | Raport | Pkt: Kobe Bryant 42 Zb: Pau Gasol 16 As: Metta World Peace 5 |                                                   | Pkt: Russell Westbrook 28 Zb: Kendrick Perkins 11 As: Durant, Harden, Westbrook 4 |  | Chesapeake Energy Arena, Oklahoma City, Oklahoma Widownia: 18 203 Sędziowie: Scott Foster, John Goble, Tom Washington | TNT |
| 21 maja 21:30 | Raport | Oklahoma City wygrywa serię 4-1                              |                                                   |                                                                                   |  | Chesapeake Energy Arena, Oklahoma City, Oklahoma Widownia: 18 203 Sędziowie: Scott Foster, John Goble, Tom Washington | TNT |

Wyniki w sezonie zasadniczym
| 23 lutego 2012 | Raport | Los Angeles Lakers 85 – 100 Oklahoma City Thunder | Los Angeles Lakers 85 – 100 Oklahoma City Thunder | Los Angeles Lakers 85 – 100 Oklahoma City Thunder |  | Chesapeake Energy Arena, Oklahoma City, Oklahoma |

| 29 marca 2012 | Raport | Oklahoma City Thunder 102 – 93 Los Angeles Lakers | Oklahoma City Thunder 102 – 93 Los Angeles Lakers | Oklahoma City Thunder 102 – 93 Los Angeles Lakers |  | Staples Center, Los Angeles, Kalifornia |

| 22 kwietnia 2012 | Raport | Oklahoma City Thunder 106 – 114 Los Angeles Lakers | Oklahoma City Thunder 106 – 114 Los Angeles Lakers | Oklahoma City Thunder 106 – 114 Los Angeles Lakers |  | Staples Center, Los Angeles, Kalifornia |

Ostatnie spotkanie w Playoff: Pierwsza Runda Konferencji Zachodniej 2010 (Los Angeles Lakers zwyciężyli 4-2).

### Finał Konferencji

#### (1) San Antonio Spurs vs. (2) Oklahoma City Thunder
| 27 maja 20:30 | Raport | Oklahoma City Thunder 98 – 101 San Antonio Spurs                 | Oklahoma City Thunder 98 – 101 San Antonio Spurs | Oklahoma City Thunder 98 – 101 San Antonio Spurs          |  | AT&T Center, San Antonio, Teksas Widownia: 18 581 Sędziowie: Joe Crawford, Marc Davis, Greg Willard | TNT |
| 27 maja 20:30 | Raport | Rezultaty w kwartach: 18-24, 29-22, 24-16, 27-39                 |                                                  |                                                           |  | AT&T Center, San Antonio, Teksas Widownia: 18 581 Sędziowie: Joe Crawford, Marc Davis, Greg Willard | TNT |
| 27 maja 20:30 | Raport | Pkt: Kevin Durant 27 Zb: Kevin Durant 10 As: Russell Westbrook 5 |                                                  | Pkt: Manu Ginóbili 26 Zb: Tim Duncan 11 As: Tony Parker 6 |  | AT&T Center, San Antonio, Teksas Widownia: 18 581 Sędziowie: Joe Crawford, Marc Davis, Greg Willard | TNT |

| 29 maja 21:00 | Raport | Oklahoma City Thunder 111 – 120 San Antonio Spurs               | Oklahoma City Thunder 111 – 120 San Antonio Spurs | Oklahoma City Thunder 111 – 120 San Antonio Spurs       |  | AT&T Center, San Antonio, Teksas Widownia: 18 581 Sędziowie: Monty McCutchen, Tony Brothers, Ron Garretson | TNT |
| 29 maja 21:00 | Raport | Rezultaty w kwartach: 22-28, 22-27, 32-37, 35-28                |                                                   |                                                         |  | AT&T Center, San Antonio, Teksas Widownia: 18 581 Sędziowie: Monty McCutchen, Tony Brothers, Ron Garretson | TNT |
| 29 maja 21:00 | Raport | Pkt: Kevin Durant 31 Zb: Serge Ibaka 10 As: Russell Westbrook 8 |                                                   | Pkt: Tony Parker 34 Zb: Tim Duncan 12 As: Tony Parker 8 |  | AT&T Center, San Antonio, Teksas Widownia: 18 581 Sędziowie: Monty McCutchen, Tony Brothers, Ron Garretson | TNT |

| 31 maja 21:00 | Raport | San Antonio Spurs 82 – 102 Oklahoma City Thunder                       | San Antonio Spurs 82 – 102 Oklahoma City Thunder | San Antonio Spurs 82 – 102 Oklahoma City Thunder                    |  | Chesapeake Energy Arena, Oklahoma City, Oklahoma Widownia: 18 203 Sędziowie: Dan Crawford, Derrick Stafford, Bill Spooner | TNT |
| 31 maja 21:00 | Raport | Rezultaty w kwartach: 24-22, 17-32, 19-24, 22-24                       |                                                  |                                                                     |  | Chesapeake Energy Arena, Oklahoma City, Oklahoma Widownia: 18 203 Sędziowie: Dan Crawford, Derrick Stafford, Bill Spooner | TNT |
| 31 maja 21:00 | Raport | Pkt: Parker, Jackson 16 Zb: Ginóbili, Leonard, Blair 6 As: Gary Neal 5 |                                                  | Pkt: Kevin Durant 22 Zb: Kendrick Perkins 8 As: Russell Westbrook 9 |  | Chesapeake Energy Arena, Oklahoma City, Oklahoma Widownia: 18 203 Sędziowie: Dan Crawford, Derrick Stafford, Bill Spooner | TNT |

| 2 czerwca 20:30 | Raport | San Antonio Spurs 103 – 109 Oklahoma City Thunder             | San Antonio Spurs 103 – 109 Oklahoma City Thunder | San Antonio Spurs 103 – 109 Oklahoma City Thunder              |  | Chesapeake Energy Arena, Oklahoma City, Oklahoma Widownia: 18 203 Sędziowie: Ken Mauer, James Capers, Ed Malloy | TNT |
| 2 czerwca 20:30 | Raport | Rezultaty w kwartach: 26-26, 17-29, 28-20, 32-34              |                                                   |                                                                |  | Chesapeake Energy Arena, Oklahoma City, Oklahoma Widownia: 18 203 Sędziowie: Ken Mauer, James Capers, Ed Malloy | TNT |
| 2 czerwca 20:30 | Raport | Pkt: Tim Duncan 21 Zb: Kawhi Leonard 9 As: Parker, Ginóbili 4 |                                                   | Pkt: Kevin Durant 36 Zb: Kendrick Perkins 9 As: Kevin Durant 8 |  | Chesapeake Energy Arena, Oklahoma City, Oklahoma Widownia: 18 203 Sędziowie: Ken Mauer, James Capers, Ed Malloy | TNT |

| 4 czerwca 21:00 | Raport | Oklahoma City Thunder 108 – 103 San Antonio Spurs                     | Oklahoma City Thunder 108 – 103 San Antonio Spurs | Oklahoma City Thunder 108 – 103 San Antonio Spurs           |  | AT&T Center, San Antonio, Teksas Widownia: 18 581 Sędziowie: Scott Foster, Mike Callahan, Tom Washington | TNT |
| 4 czerwca 21:00 | Raport | Rezultaty w kwartach: 26–21, 26–23, 29–28, 27–31                      |                                                   |                                                             |  | AT&T Center, San Antonio, Teksas Widownia: 18 581 Sędziowie: Scott Foster, Mike Callahan, Tom Washington | TNT |
| 4 czerwca 21:00 | Raport | Pkt: Kevin Durant 27 Zb: Kendrick Perkins 10 As: Russell Westbrook 12 |                                                   | Pkt: Manu Ginóbili 34 Zb: Tim Duncan 12 As: Manu Ginóbili 7 |  | AT&T Center, San Antonio, Teksas Widownia: 18 581 Sędziowie: Scott Foster, Mike Callahan, Tom Washington | TNT |

| 6 czerwca 21:00 | Raport | San Antonio Spurs 99 – 107 Oklahoma City Thunder         | San Antonio Spurs 99 – 107 Oklahoma City Thunder | San Antonio Spurs 99 – 107 Oklahoma City Thunder                 |  | Chesapeake Energy Arena, Oklahoma City, Oklahoma Widownia: 18 203 Sędziowie: Joe Crawford, Bill Kennedy, Greg Willard | TNT |
| 6 czerwca 21:00 | Raport | Rezultaty w kwartach: 34–20, 29–28, 18–32, 18–27         |                                                  |                                                                  |  | Chesapeake Energy Arena, Oklahoma City, Oklahoma Widownia: 18 203 Sędziowie: Joe Crawford, Bill Kennedy, Greg Willard | TNT |
| 6 czerwca 21:00 | Raport | Pkt: Tony Parker 29 Zb: Tim Duncan 14 As: Tony Parker 12 |                                                  | Pkt: Kevin Durant 34 Zb: Kevin Durant 14 As: Durant, Westbrook 5 |  | Chesapeake Energy Arena, Oklahoma City, Oklahoma Widownia: 18 203 Sędziowie: Joe Crawford, Bill Kennedy, Greg Willard | TNT |
| 6 czerwca 21:00 | Raport | Oklahoma City wygrywa serię 4-2                          |                                                  |                                                                  |  | Chesapeake Energy Arena, Oklahoma City, Oklahoma Widownia: 18 203 Sędziowie: Joe Crawford, Bill Kennedy, Greg Willard | TNT |

Wyniki w sezonie zasadniczym
| 8 stycznia 2012 | Raport | San Antonio Spurs 96 – 108 Oklahoma City Thunder | San Antonio Spurs 96 – 108 Oklahoma City Thunder | San Antonio Spurs 96 – 108 Oklahoma City Thunder |  | Chesapeake Energy Arena, Oklahoma City, Oklahoma |

| 4 lutego 2012 | Raport | Oklahoma City Thunder 96 – 107 San Antonio Spurs | Oklahoma City Thunder 96 – 107 San Antonio Spurs | Oklahoma City Thunder 96 – 107 San Antonio Spurs |  | AT&T Center, San Antonio, Teksas |

| 16 marca 2012 | Raport | San Antonio Spurs 114 – 105 Oklahoma City Thunder | San Antonio Spurs 114 – 105 Oklahoma City Thunder | San Antonio Spurs 114 – 105 Oklahoma City Thunder |  | Chesapeake Energy Arena, Oklahoma City, Oklahoma |

Ostatnie spotkanie w Playoff: Półfinał Konferencji Zachodniej 2005 (San Antonio zwyciężyli 4-2 z Seattle poprzednikiem Oklahoma City).

## Finał NBA (Z2) Oklahoma City Thunder vs. (W2) Miami Heat
| 12 czerwca 21:00 | Raport | Miami Heat 94 – 105 Oklahoma City Thunder                   | Miami Heat 94 – 105 Oklahoma City Thunder | Miami Heat 94 – 105 Oklahoma City Thunder                          |  | Chesapeake Energy Arena, Oklahoma City, Oklahoma Widownia: 18 203 Sędziowie: Monty McCutchen, Derrick Stafford, Ed Malloy | ABC |
| 12 czerwca 21:00 | Raport | Rezultaty w kwartach: 29-22, 25-25, 17-29, 21-31            |                                           |                                                                    |  | Chesapeake Energy Arena, Oklahoma City, Oklahoma Widownia: 18 203 Sędziowie: Monty McCutchen, Derrick Stafford, Ed Malloy | ABC |
| 12 czerwca 21:00 | Raport | Pkt: LeBron James 30 Zb: Udonis Haslem 11 As: Dwyane Wade 8 |                                           | Pkt: Kevin Durant 36 Zb: Nick Collison 10 As: Russell Westbrook 11 |  | Chesapeake Energy Arena, Oklahoma City, Oklahoma Widownia: 18 203 Sędziowie: Monty McCutchen, Derrick Stafford, Ed Malloy | ABC |

| 14 czerwca 21:00 | Raport | Miami Heat 100 – 96 Oklahoma City Thunder                | Miami Heat 100 – 96 Oklahoma City Thunder | Miami Heat 100 – 96 Oklahoma City Thunder                             |  | Chesapeake Energy Arena, Oklahoma City, Oklahoma Widownia: 18 203 Sędziowie: Dan Crawford, Tony Brothers, Tom Washington | ABC |
| 14 czerwca 21:00 | Raport | Rezultaty w kwartach: 27–15, 28–28, 23–24, 22–29         |                                           |                                                                       |  | Chesapeake Energy Arena, Oklahoma City, Oklahoma Widownia: 18 203 Sędziowie: Dan Crawford, Tony Brothers, Tom Washington | ABC |
| 14 czerwca 21:00 | Raport | Pkt: LeBron James 32 Zb: Chris Bosh 15 As: Wade, James 5 |                                           | Pkt: Kevin Durant 32 Zb: Perkins, Westbrook 8 As: Russell Westbrook 7 |  | Chesapeake Energy Arena, Oklahoma City, Oklahoma Widownia: 18 203 Sędziowie: Dan Crawford, Tony Brothers, Tom Washington | ABC |

| 17 czerwca 20:00 | Raport | Oklahoma City Thunder 85 – 91 Miami Heat                        | Oklahoma City Thunder 85 – 91 Miami Heat | Oklahoma City Thunder 85 – 91 Miami Heat                   |  | American Airlines Arena, Miami, Floryda Widownia: 20 003 Sędziowie: Joe Crawford, James Capers, Ken Mauer | ABC |
| 17 czerwca 20:00 | Raport | Rezultaty w kwartach: 20-26, 26-21, 21-22, 18-22                |                                          |                                                            |  | American Airlines Arena, Miami, Floryda Widownia: 20 003 Sędziowie: Joe Crawford, James Capers, Ken Mauer | ABC |
| 17 czerwca 20:00 | Raport | Pkt: Kevin Durant 25 Zb: Kendrick Perkins 12 As: James Harden 6 |                                          | Pkt: LeBron James 29 Zb: LeBron James 14 As: Dwyane Wade 7 |  | American Airlines Arena, Miami, Floryda Widownia: 20 003 Sędziowie: Joe Crawford, James Capers, Ken Mauer | ABC |

| 19 czerwca 21:00 | Raport | Oklahoma City Thunder 98 – 104 Miami Heat                             | Oklahoma City Thunder 98 – 104 Miami Heat | Oklahoma City Thunder 98 – 104 Miami Heat                  |  | American Airlines Arena, Miami, Floryda Widownia: 20 003 Sędziowie: Scott Foster, Mike Callahan, Bill Kennedy | ABC |
| 19 czerwca 21:00 | Raport | Rezultaty w kwartach: 33-19, 16-27, 25-33, 23-25                      |                                           |                                                            |  | American Airlines Arena, Miami, Floryda Widownia: 20 003 Sędziowie: Scott Foster, Mike Callahan, Bill Kennedy | ABC |
| 19 czerwca 21:00 | Raport | Pkt: Russell Westbrook 43 Zb: James Harden 10 As: Russell Westbrook 5 |                                           | Pkt: LeBron James 26 Zb: James, Bosh 9 As: LeBron James 12 |  | American Airlines Arena, Miami, Floryda Widownia: 20 003 Sędziowie: Scott Foster, Mike Callahan, Bill Kennedy | ABC |

| 21 czerwca 21:00 | Raport | Oklahoma City Thunder 106 – 121 Miami Heat                       | Oklahoma City Thunder 106 – 121 Miami Heat | Oklahoma City Thunder 106 – 121 Miami Heat                   |  | American Airlines Arena, Miami, Floryda Widownia: 20 003 Sędziowie: Dan Crawford, Monty McCutchen, Derrick Stafford | ABC |
| 21 czerwca 21:00 | Raport | Rezultaty w kwartach: 26-31, 23-28, 22-36, 34- 26                |                                            |                                                              |  | American Airlines Arena, Miami, Floryda Widownia: 20 003 Sędziowie: Dan Crawford, Monty McCutchen, Derrick Stafford | ABC |
| 21 czerwca 21:00 | Raport | Pkt: Kevin Durant 32 Zb: Kevin Durant 11 As: Russell Westbrook 6 |                                            | Pkt: LeBron James 26 Zb: LeBron James 11 As: LeBron James 13 |  | American Airlines Arena, Miami, Floryda Widownia: 20 003 Sędziowie: Dan Crawford, Monty McCutchen, Derrick Stafford | ABC |
| 21 czerwca 21:00 | Raport | Miami Heat wygrawa serię 4-1 i zostaje mistrzem NBA              |                                            |                                                              |  | American Airlines Arena, Miami, Floryda Widownia: 20 003 Sędziowie: Dan Crawford, Monty McCutchen, Derrick Stafford | ABC |

Wyniki w sezonie zasadniczym
| 25 marca 2012 | Raport | Miami Heat 87 – 103 Oklahoma City Thunder | Miami Heat 87 – 103 Oklahoma City Thunder | Miami Heat 87 – 103 Oklahoma City Thunder |  | Chesapeake Energy Arena, Oklahoma City, Oklahoma |

| 4 kwietnia 2012 | Raport | Oklahoma City Thunder 93 – 98 Miami Heat | Oklahoma City Thunder 93 – 98 Miami Heat | Oklahoma City Thunder 93 – 98 Miami Heat |  | American Airlines Arena, Miami, Floryda |

Ostatnie spotkanie w Playoff: Pierwsze spotkanie pomiędzy Heat i Thunder.

## Statystyki
| Kategoria  | Najwyższy rezultat | Najwyższy rezultat | Najwyższy rezultat | Średnia      | Średnia          | Średnia | Średnia       |
| Kategoria  | Zawodnik           | Drużyna            | Razem              | Zawodnik     | Drużyna          | Średnia | Liczba meczów |
| ---------- | ------------------ | ------------------ | ------------------ | ------------ | ---------------- | ------- | ------------- |
| Punkty     | LeBron James       | Miami Heat         | 45                 | LeBron James | Miami Heat       | 30.3    | 23            |
| Zbiórki    | Paul Millsap       | Utah Jazz          | 19                 | Josh Smith   | Atlanta Hawks    | 13.6    | 5             |
| Asysty     | Rajon Rondo        | Boston Celtics     | 17                 | Rajon Rondo  | Boston Celtics   | 11.9    | 19            |
| Przechwyty | Jason Kidd         | Dallas Mavericks   | 7                  | Jason Kidd   | Dallas Mavericks | 3.0     | 4             |
| Bloki      | Andrew Bynum       | Los Angeles Lakers | 10                 | JaVale McGee | Denver Nuggets   | 3.1     | 7             |